# Sajógömör
Sajógömör (szlovákul Gemer) község Szlovákiában, a Besztercebányai kerület Nagyrőcei járásában. Gömör vármegye egykori központja és névadója.

## Fekvése
Tornaljától 3 km-re északra, a Sajó jobb partján található.

## Története
Területe ősidők óta lakott. Az Őrhegyen és a Várhegyen bronzkori leleteket találtak.
Neve a török eredetű régi magyar Gömör személynévből való. Vára a 11. században épült; a legkorábbi várispánságok egyike, amely a tatárjárás után is jelentős maradt.
A települést 1198-ban „Gomur" alakban említik először. 1216-ban, 1226-ban és 1240-ben „Gumur", 1289-ben „Gemer" alakban szerepel a korabeli forrásokban. Királyi birtok volt, majd V. Istvántól a Batizok kapták meg. A 14. században már mezővárosi kiváltságai voltak és Gömör vármegye székhelye volt. 1427-ben 105 adózó portája létezett. Az 1440-es években a husziták foglalták el, Mátyás 1460-ban foglalta vissza. A monda szerint itt kapáltatta meg a király a népet lenéző urakat. Erre emlékeztet Holló Barnabásnak a templom előtt álló szobra. A 15. században a Szapolyai család birtoka lett. Vára később jelentőségét vesztette, a török korban szerepe nem volt, alig maradt nyoma.
A 17. században a Széchy és a Wesselényi család lett a birtokosa, akik később zálogba adták. Ezután a Csákyak és a Schneider család tulajdonában találjuk. A 17. századtól birtokosai régi kiváltságait megtagadták és sok lakója elmenekült. 1773-ban az 1427. évi népességnek csak a fele élt itt. A településen a reformáció kezdete óta evangélikus polgári fiúiskola működött, mely 1884-ben szűnt meg. Sok neves diákja volt.
A 18. század végén Vályi András így ír róla: „GÖMÖR. Régi mező Város Gömör Vármegyében, földes Ura Gerhárdt Uraság, lakosai evangyelikusok, fekszik Sajó vize mellett, melly folyó víz e’ Városnak alsó részét hasíttya, Rozsnyóhoz 3 1/2, Jolsvához pedig 2 mértföldnyire, ’s az evangelikusoknak oskolájok által nevezetesíttetik, hova a’ magyar Nyelvnek kedvéért is számosan öszve gyűlnek a’ tanúló ifjak. A’ Város mellett látszatik a’ Vár hegyen, egy régi Várnak omladékja, mellytől a’ Vármegye nevezetét vette, lakosai rész szerént kézi mesterséggel, és gazdáskodással foglalatoskodnak, nevezetesíti e’ helyet Gyöngyösi István nevezetes Magyar költő, a’ ki itten Vitze Ispányi hivatalt viselt életében: ezen kivül egy nevezetes hegedűlö személy is vala itten, a’ ki Tzinka Pannának neveztetett, ’s tanítóját a’ muzsikálásban nem tsak felűl faladta; hanem magának nagy hírt, és ritka meg betsűltetést is szerzett, ’s az Uraságoktól húsz mértföldnyire is elvitetett; meg halt 1772dik esztendőben. Határja jó termékenységű, réttyei kiváltképen jók, ha Sajó vize által nem károsíttaknak: híres dohányt is termesztenek lakosai, fája tűzre van, gyümöltsössei kiváltképen jók, de leg inkább emlékezetet érdemel itten az Uraságnak díszes kastéllya, és gondos szorgalommal miveltt tseresnyés kertye, melly e’ vidéken nevezetes; káposztájok, és dinnyéjek is szépen terem e’ városbéli lakosoknak, halászattyok Sajó vizén, mellyen híd is van a’ lakosoknak hasznokra, első Osztálybéli."
1828-ban 136 házában 1001 lakos élt, akik mezőgazdasággal, gyümölcs és dohánytermesztéssel, szőlőműveléssel foglalkoztak.
A 19. század közepén Fényes Elek eképpen írja le: „Sajó-Gömör városa, Gömör vmegyében, alulról ut. p. Tornallja, felülről Beretke helységekkel határos. A város alsó véginek egy részét napkeletről a Sajó vize mossa, napnyugotról pedig egész végig egy hegy emelkedik. A város közepén van az evangelikusoknak nagy templomjok és oskolájok, hol a magyar nyelv kedveért Árva, Turócz, Liptó s más megyékben lakozó szülék örömmel s nagy számmal járatják figyermekeiket. Diszesíti a várost Szentiványi testvérek kastélya. Van 54 4/8 urbéri és 30 6/8 majorsági telek, 37 zsellér, 9 lakó, szabad szőlő, 80 dézmás, 163 kapás, erdő 689 hold, szántófölde nagyobb részint hegyes, – mind a mellett, miután a lakosok a mezei gazdaságot örömmel s fáradhatlan szorgalommal űzik, mindent egyre megterem, – a gyümölcstermesztésnek szinte nagy kedvelőji. Lakosok száma 1544, ezek közül 715 férfi, s 729 asszony, mindnyájan evangelikusok s magyarok. Egy kereskedő s 3 mesterember lakja. A város felső végén éjszakról van egy kerek hegy ugynevezett Várhegy, mellyen hajdanában Gömör vára volt, mellyről a megye is neveztetik; de a törököktől elpusztíttatva, romjaiból a város több izbeni leégése után a városi lakosok ebből épitkezének, azt egészen széthordván, mostanában gyümölcsös. Ehez közel van az Istenhegye, hihető a pogányokról vette nevezetét, ezen van az Alokna vagy Szentkút, hová még az alföldről is följárnak a köszvényben sínlődő betegek magokat mosogatni, és nem minden siker nélkül. A már nevezett várhegyen és a várost nyugot-oldalról fedő ugynevezett Bedő, és nemes-lovastető hegy oldalában többször arany, ezüst s másféle érczből készült régiségeket, p. u. 4 évvel ezelőtt egy tiszta arany drótot kapáltak ki. Van a város alsó végin egy malma és pálinka-háza is a Szentiványi testvéreknek, kik az egész városnak birtokosai. Az év folyama alatt 4 országos vásár szokott benne esni, hetivására nincs."
Gömör-Kishont vármegye monográfiájában pedig ezt olvashatjuk róla: „Sajógömör, sajóvölgyi magyar kisközség, körjegyzőségi székhely, 285 házzal és 1336, nagyobbára ág. ev. h. vallású lakossal. A vármegye legrégibb községeinek egyike és ősi székhelye, melynek vára már a honfoglaláskor fennállott és a melyet a névtelen jegyző is Gumur néven, mint Gumur vezér várát megemlít. IV. Béla alatt Szepessy Gallusra, a Máriássyak egyik ősére jutott és 1389-ben Castrum Gumuriense, később pedig Ghemerum néven szerepel. A 14. század végén királyi vár és uradalmi központ, később a husziták foglalják el, a kiktől Mátyás király 1459-ben visszafoglalja, de ekkor a vár nagyon megrongálódott. Időközben, 1423-ban, Mátyás király pelsőczi Nagy János tárnokmesternek zálogosítja el és ekkor oppidum nostrum jelzővel említi. 1430-ban a Perényiek kapnak reá királyi adománylevelet, 1460-ban pedig Rozgonyi Sebestyén és Szapolyay Imre. A község a 14. században a vármegye székhelye, s népességére nézve a vármegye második városa volt, mely már 1427-ben 105 jobbágyportát számlált. Idővel a Széchiek lettek a földesurai, Széchi Mária révén Wesselényi Ferencz, ennek hűtlensége után pedig a Csákyak kapták s így jutottak egyes részei Gyöngyössy István, az Ibrányi, Lányi, Gerhard és a Szent-Ivány család birtokába. Jelenleg Szent-Ivány Árpádnak és a Szontágh családnak van itt nagyobb birtoka és szép kastélya, melyet állitólag még Széchi Mária építtetett és a gróf Csákyak átalakították. A 18. század elején a Schneider család zálogos birtoka volt és azután a Gerhard családé lett. A most Szent-Ivány Árpád tulajdonában levő szőlőhegyen folyt le a hagyomány szerint az a híres jelenet, melyet a költő „Mátyás király Gömörben” czím alatt oly szépen megénekelt, a mikor a nagy király, példát adandó, kapát vett kezébe és a kiséretében volt főurakat is szőlőkapálásra kényszerítette. A községben azelőtt híres ág. h. ev. gimnázium volt, melyről más helyen szólunk. Sajógömör négyizben kapott országos vásárszabadalmat. Régen nagy gyümölcs-, szőlő- és dohánytermeléssel dicsekedhetett s virágzó volt marha- és juhtenyésztése is. Az idetartozó, ú. n. Istenhegy tövében levő „Szent-kút” messze vidékről vonzotta ide a köszvényeseket. 1853-ban az egész község a lángok martaléka lett és csak a templom, a kastély és a paplak maradt meg. Az ág. h. ev. templom 1510-ben épült, de 1881-ben lebontották és 1882-ben épitették a mostani gótikus modorban emelt templomot. Az ú. n. Őrhegyen és Várhegyen bronzkori leleteket találtak, melyek a nemzeti múzeumba kerültek. A községhez tartozik Vámház és Betekints puszta. Határában több elpusztult község helyére akadunk. Ilyen volt Cselén, mely 1427-ben még népes, továbbá Kornuthfalva, mely 1427-ben az Udvari család birtoka; ugyancsak ebben az időben volt ezen a tájon Igálom község is, továbbá Füzes, melyről még 1439-ben emlékeznek az oklevelek. Serész is e vidéken fekhetett valahol. Scris alakban már a pápai tizedszedők jegyzékében szerepel és 1439 előtt a Füzesy család, utána pedig a Teresztenyei családnak volt a birtoka. A községben van posta. Távírója és vasúti állomása Tornallya."
A trianoni diktátumig Gömör-Kishont vármegye Tornaljai járásához tartozott. 1938 és 1945 között újra Magyarország része.

## Népessége
| Év:            | 1994. | 2004.   | 2014.    | 2024.   |
| -------------- | ----- | ------- | -------- | ------- |
| Emberek száma: | 834   | 807     | 894      | 889     |
| Eltérés:       |       | -3,23 % | +10,78 % | -0,55 % |

| Év:            | 2023. | 2024.   |
| -------------- | ----- | ------- |
| Emberek száma: | 915   | 889     |
| Eltérés:       |       | -2,84 % |

1910-ben 1267-en, túlnyomórészt magyarok lakták.
2001-ben 810-en éltek a faluban, ebből 673-an vallották magukat magyarnak, 93-an szlováknak és 42 roma nemzetiségű is volt a településen.
2011-ben 868 lakosából 666 magyar, 135 szlovák és 44 roma.

## Nevezetességei
- Az egykori várból már csak a sáncok helyei vehetők ki.
- Evangélikus temploma 1882-ben épült neogótikus stílusban.
- A templom előtt áll az urakat megkapáltató Mátyás király szobra, Holló Barnabás alkotása.[6]
- A falu közepén a barokk-klasszicista Szent-Ivány-kastély áll.
- Az Istenhegy közelében levő szentkút vize egykor köszvényeseket gyógyított.

## Neves személyek
- Itt született 1670 körül Lányi Pál bányavállalkozó, 1704-ben Rákóczi salétrom és puskaporgyártási hadbiztosa. 1722-ben ő építette Dobsinán az első magyarországi nagyolvasztót.
- Itt született 1701-ben Perlaky József (1701–1749) a Dunántúli evangélikus egyházkerület szuperintendense (azaz püspöke) 1746-tól haláláig.
- Itt született 1711-ben Czinka Panna, a község szülöttje. Mellszobra a kastéllyal szemben áll.
- Itt született 1924-ben Kisfaludy Lajos (1924–1988) vegyészmérnök, az MTA tagja, a gyógyszervegyészet jelentős alakja.
- Itt született 1952-ben Dusza János (1952) fizikus, tudományos kutató, egyetemi tanár.
- Itt szolgált Czékus István evangélikus lelkész, a Tiszai evangélikus egyházkerület püspöke 1871-től haláláig.
- Itt tanított Genersich Keresztély mineralógus, történész, teológus, a késmárki Líceum tanára (1786-1795), evangélikus lelkész.
- Itt tanított Nagy Lajos állami polgári iskolai igazgató, evangélikus tanító.
- Itt tanított Záborszky Lajos polgári iskolai tanár.
- Itt tanult Dianiska Dániel evangélikus lelkész, költő.
- Itt tanult Marikovszky György orvosdoktor, megyei főorvos.
- Itt tanult Pálkövi Antal tanár, történetíró.
- Itt tanult Podhorszky Lajos nyelvész, a Magyar Tudományos Akadémia levelező tagja (1858).
- Itt tanult Rudnay Sándor festőművész.
- Itt tanult Szeberényi Andor evangélikus lelkész, Szeberényi Gusztáv unokatestvére.
- Itt tanult Szontágh Sámuel a Tiszai evangélikus egyházkerület püspöke 1808-tól haláláig.
- Itt tanult Tamássy Károly magyar gyógyszerész, pomológus.
- Itt tanult Tomasek Pál evangélikus gimnáziumi igazgató-tanár.
- Itt tanult Ján Kalinčiak szlovák író.
- Itt tanult Karol Kuzmány szlovák evangélikus püspök, teológiai tanár.
- Itt tanult Jonáš Záborský szlovák költő.
- Itt élt egy ideig Gyöngyösi István költő.
- Itt élt egy ideig Szentiványi Károly főispán, politikus, országgyűlési képviselő, a képviselőház elnöke.
- 1845-ben Petőfi Sándor egy éjszakát itt töltött a falu fogadójában.

## Képtár

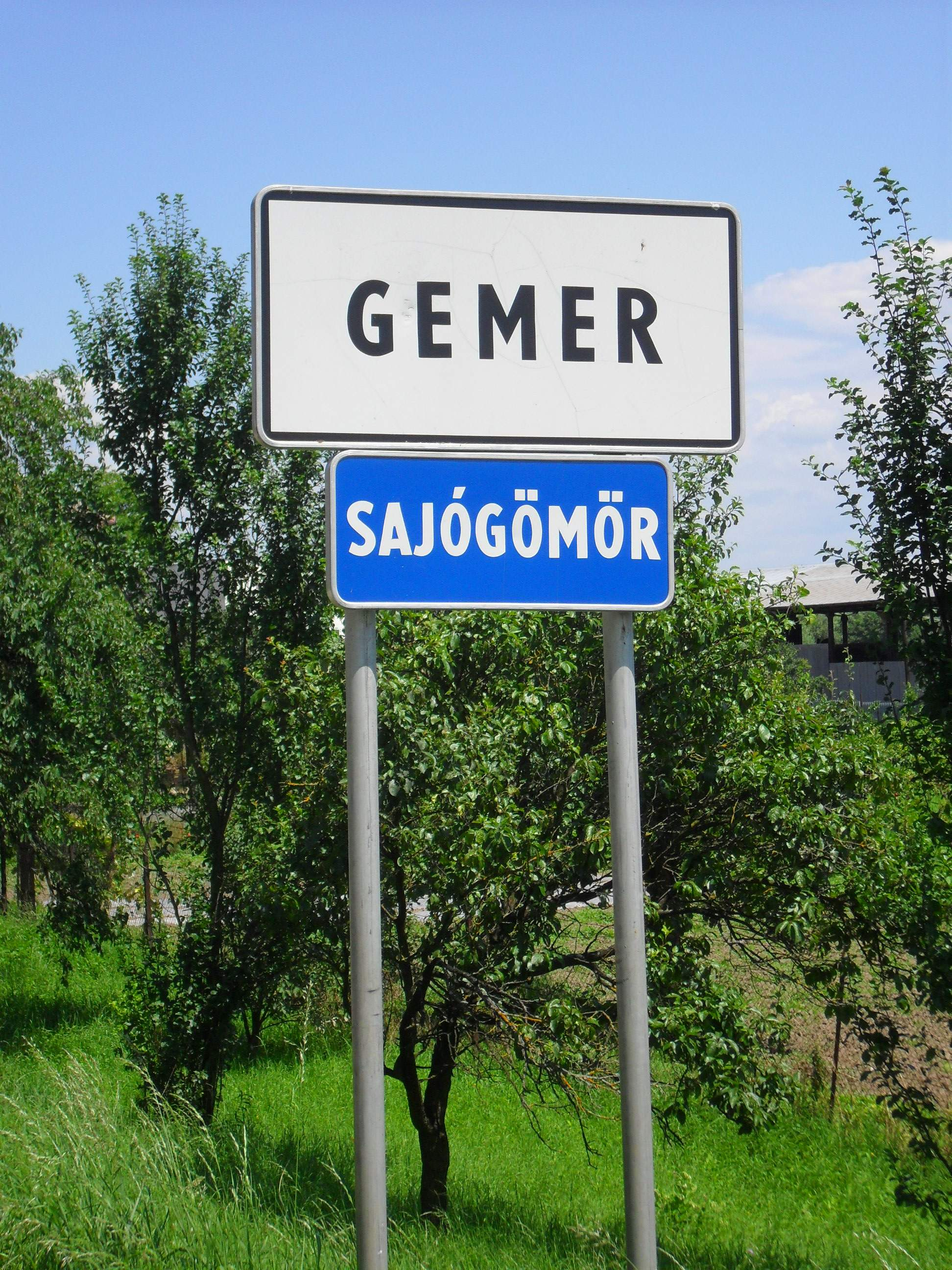
Kétnyelvű helységnévtábla
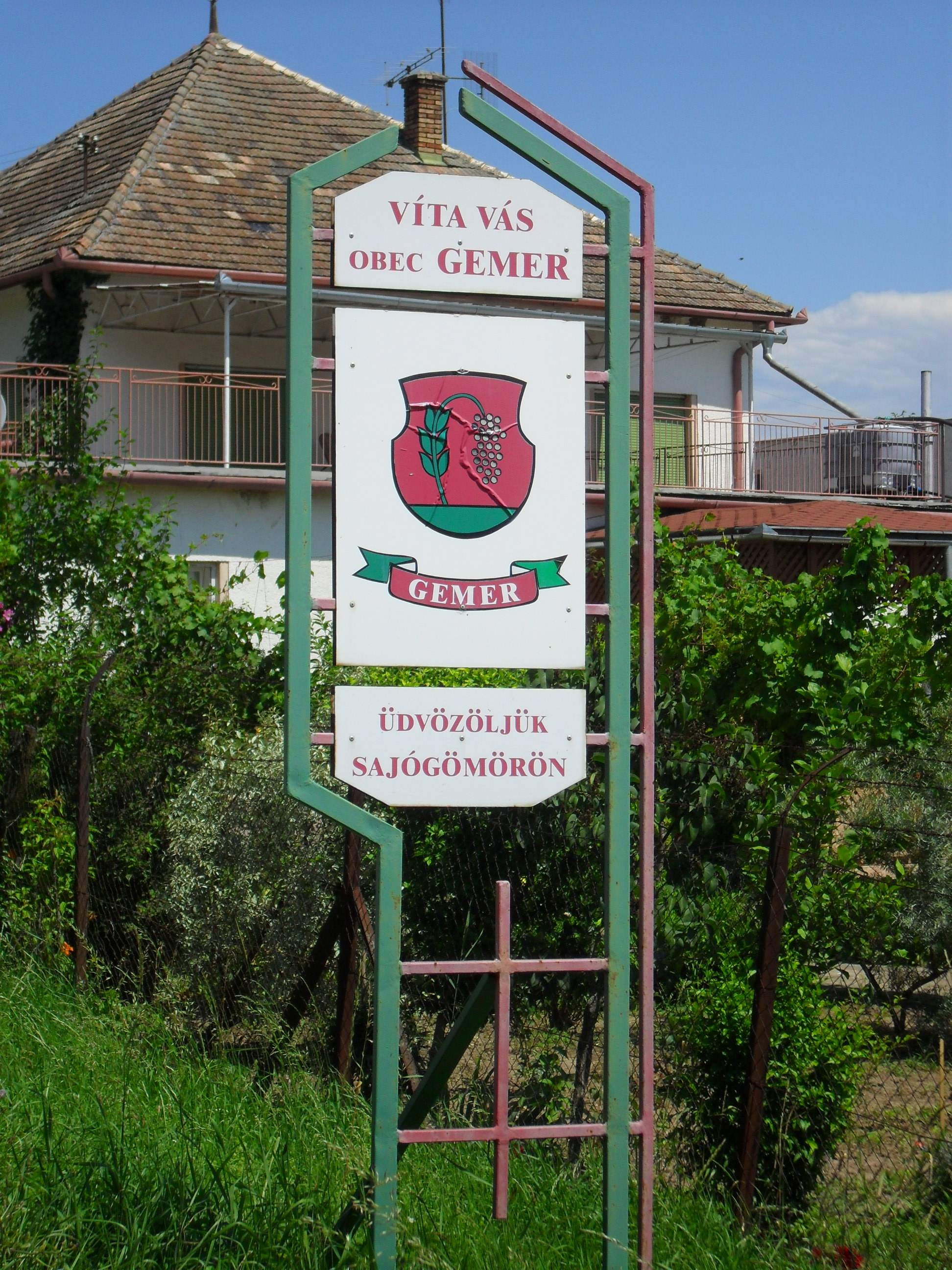
Címeres üdvözlőtábla
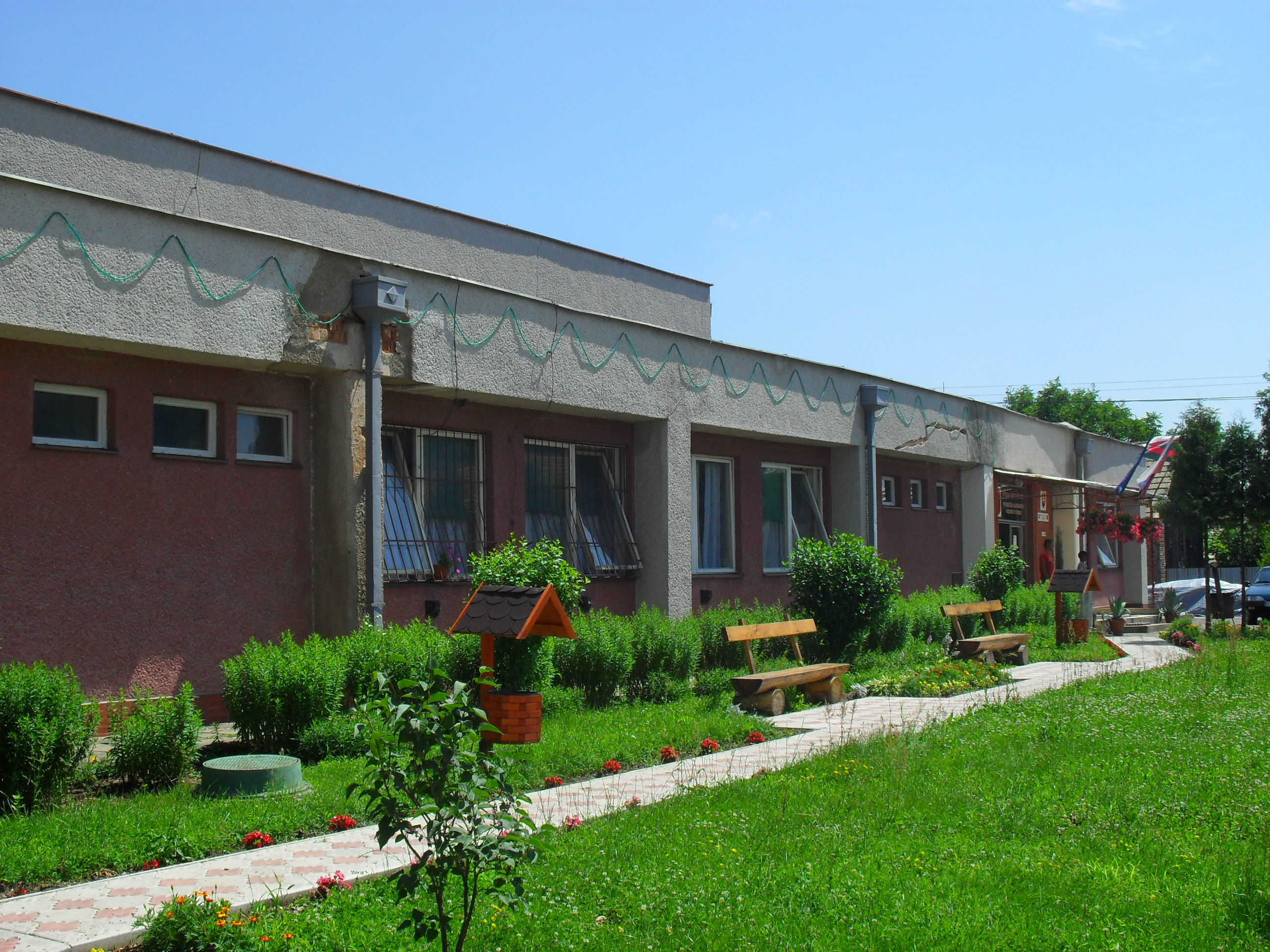
Községi hivatal
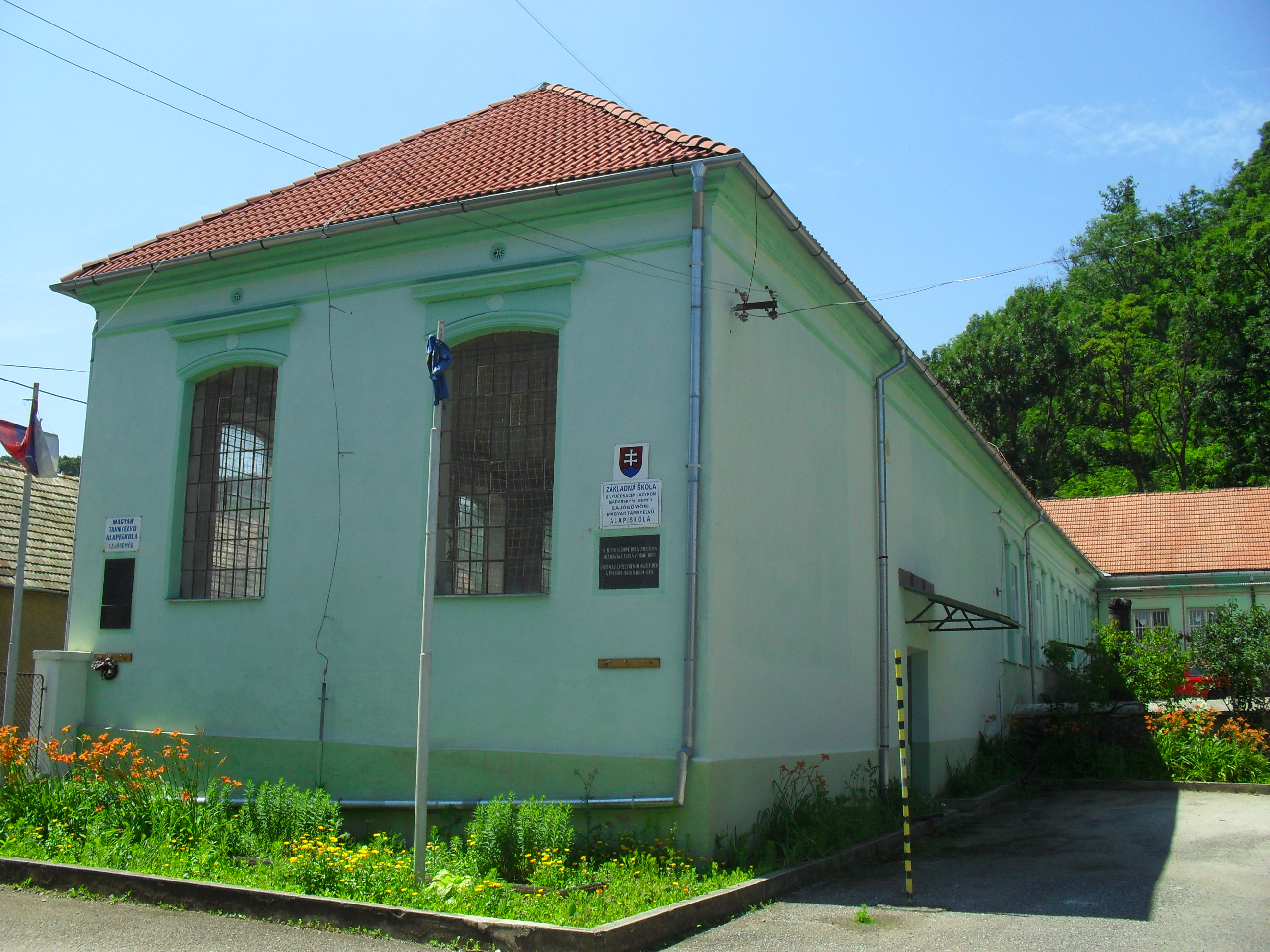
Alapiskola
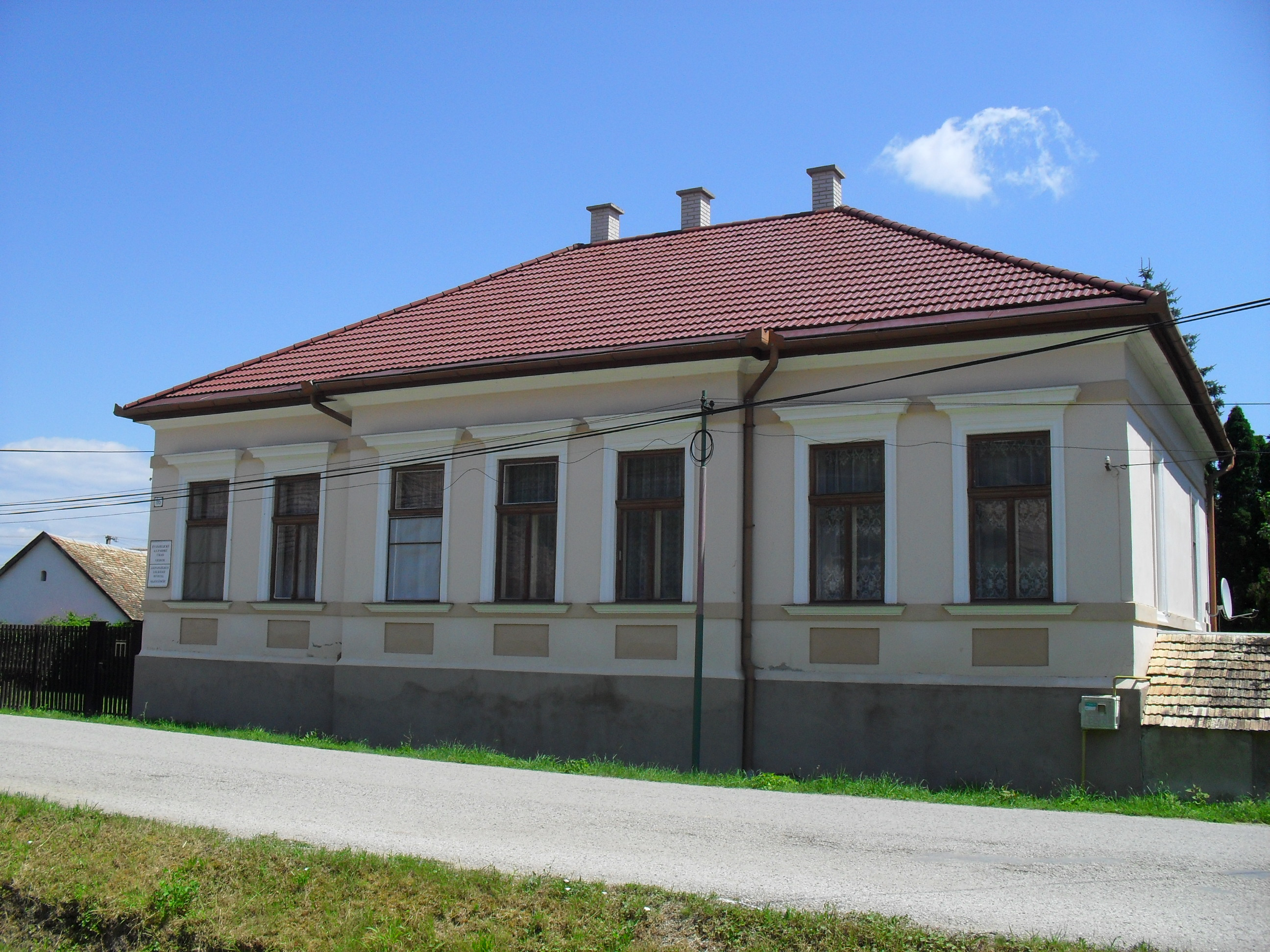
Evangélikus lelkészi hivatal
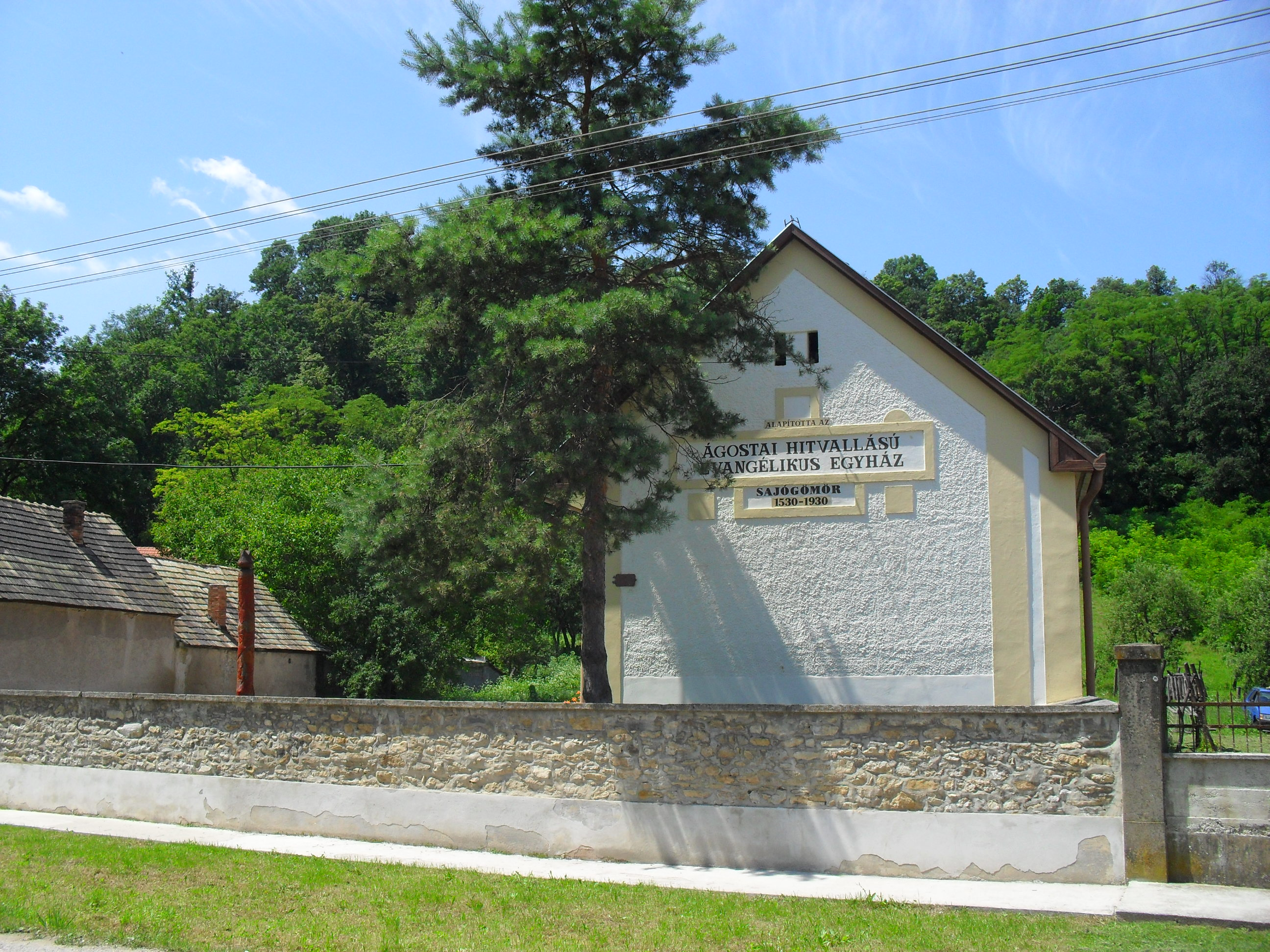
Régi evangélikus iskola
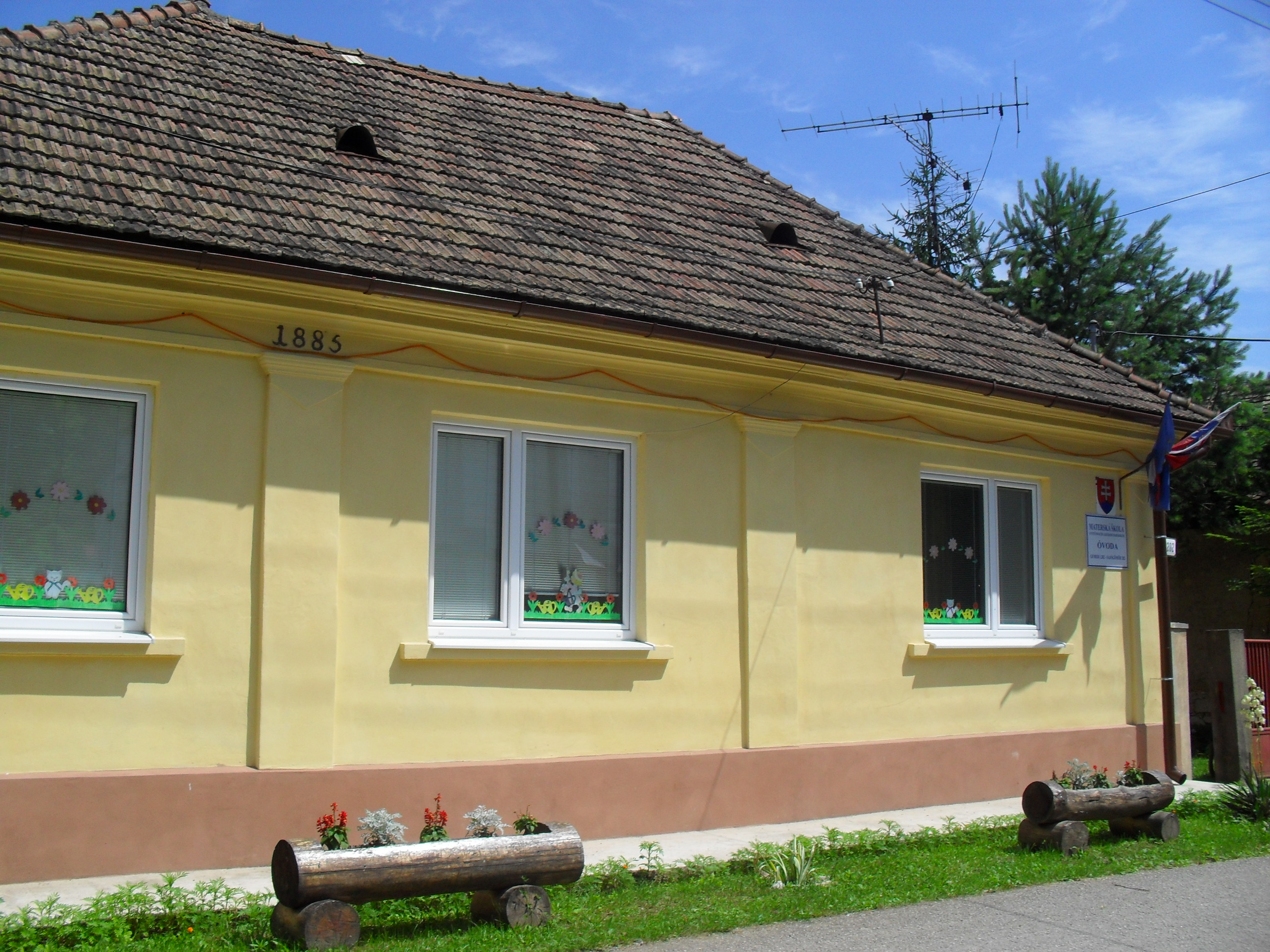
Óvoda
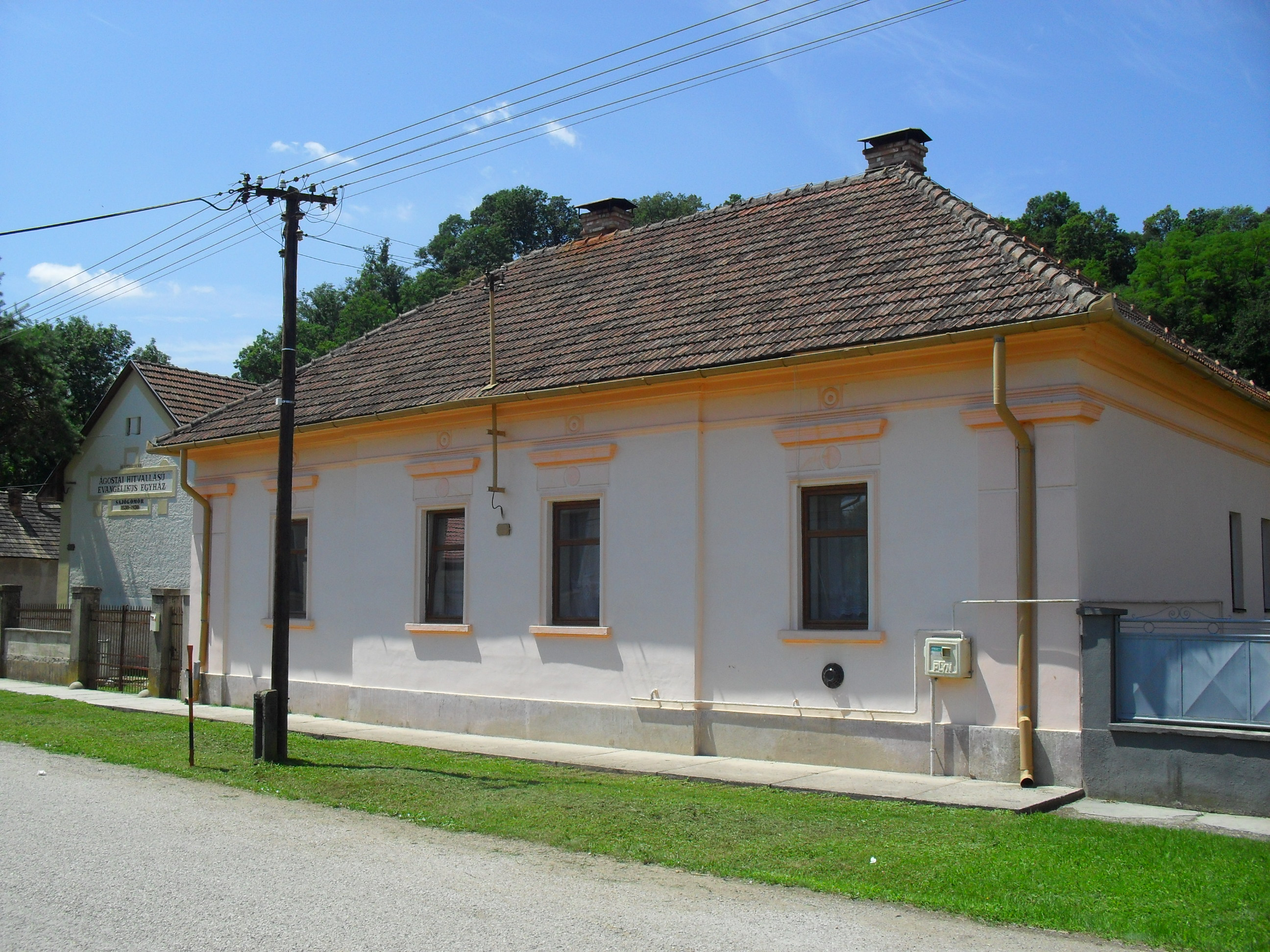
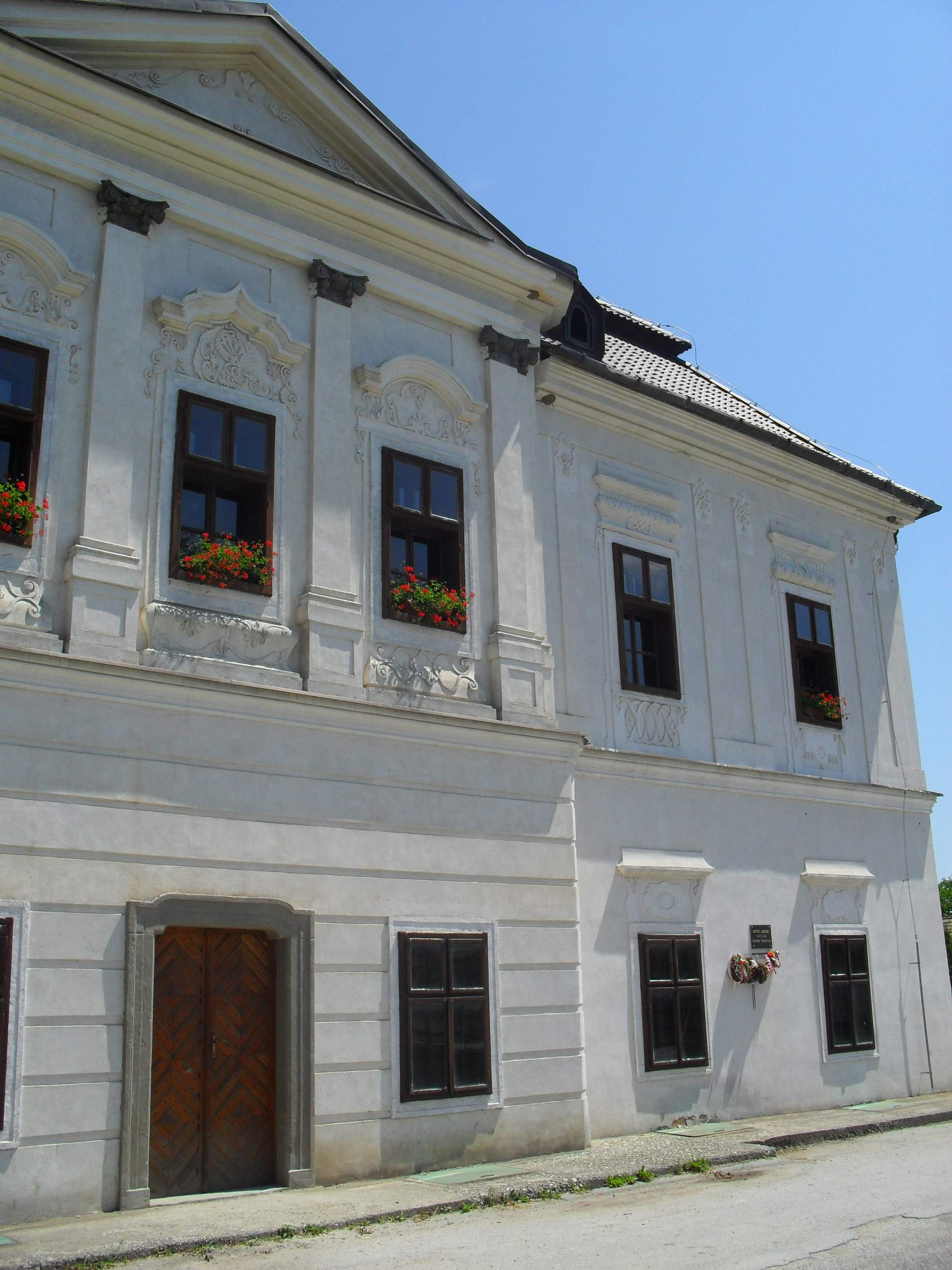
Volt vármegyeháza
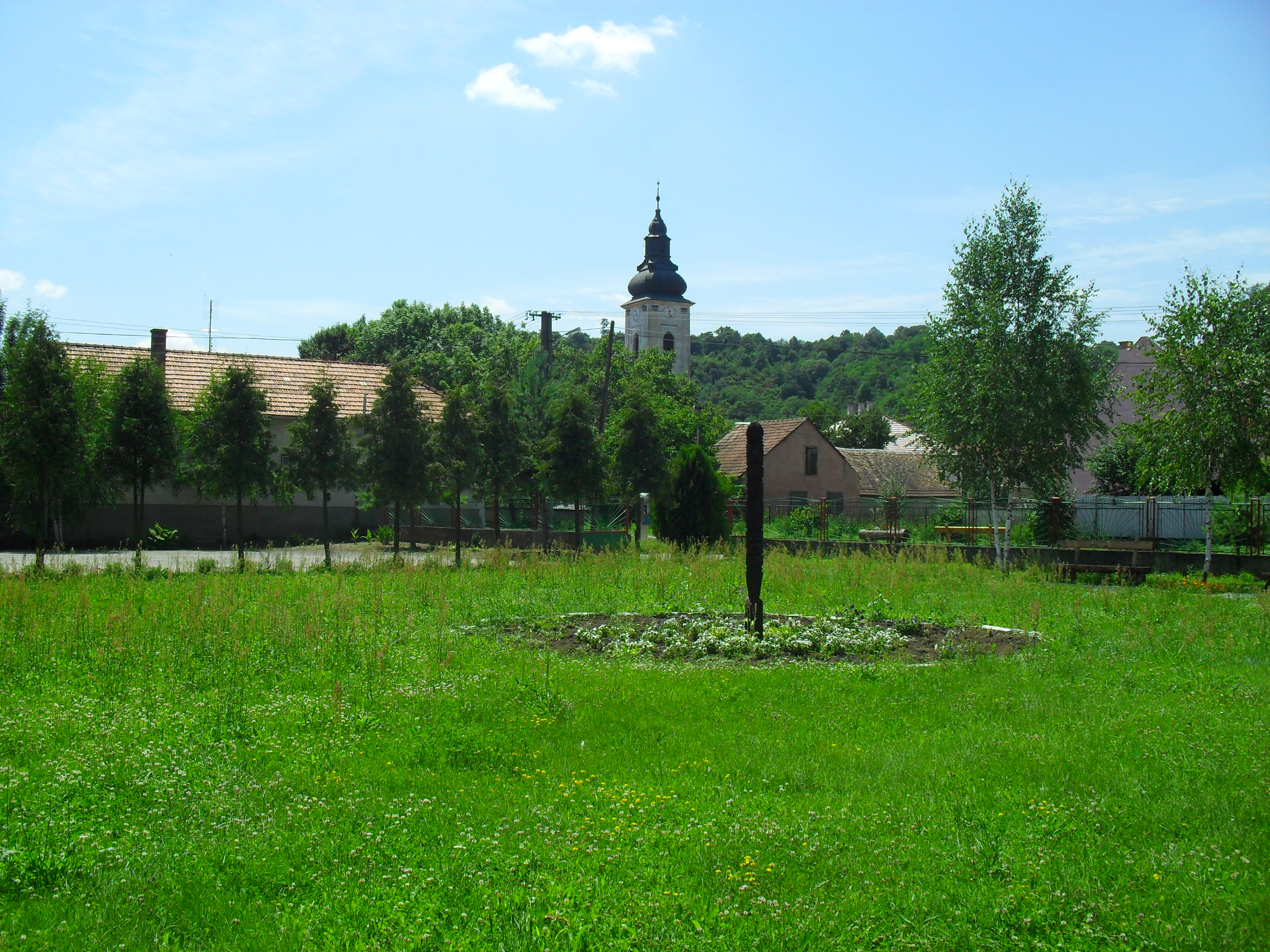
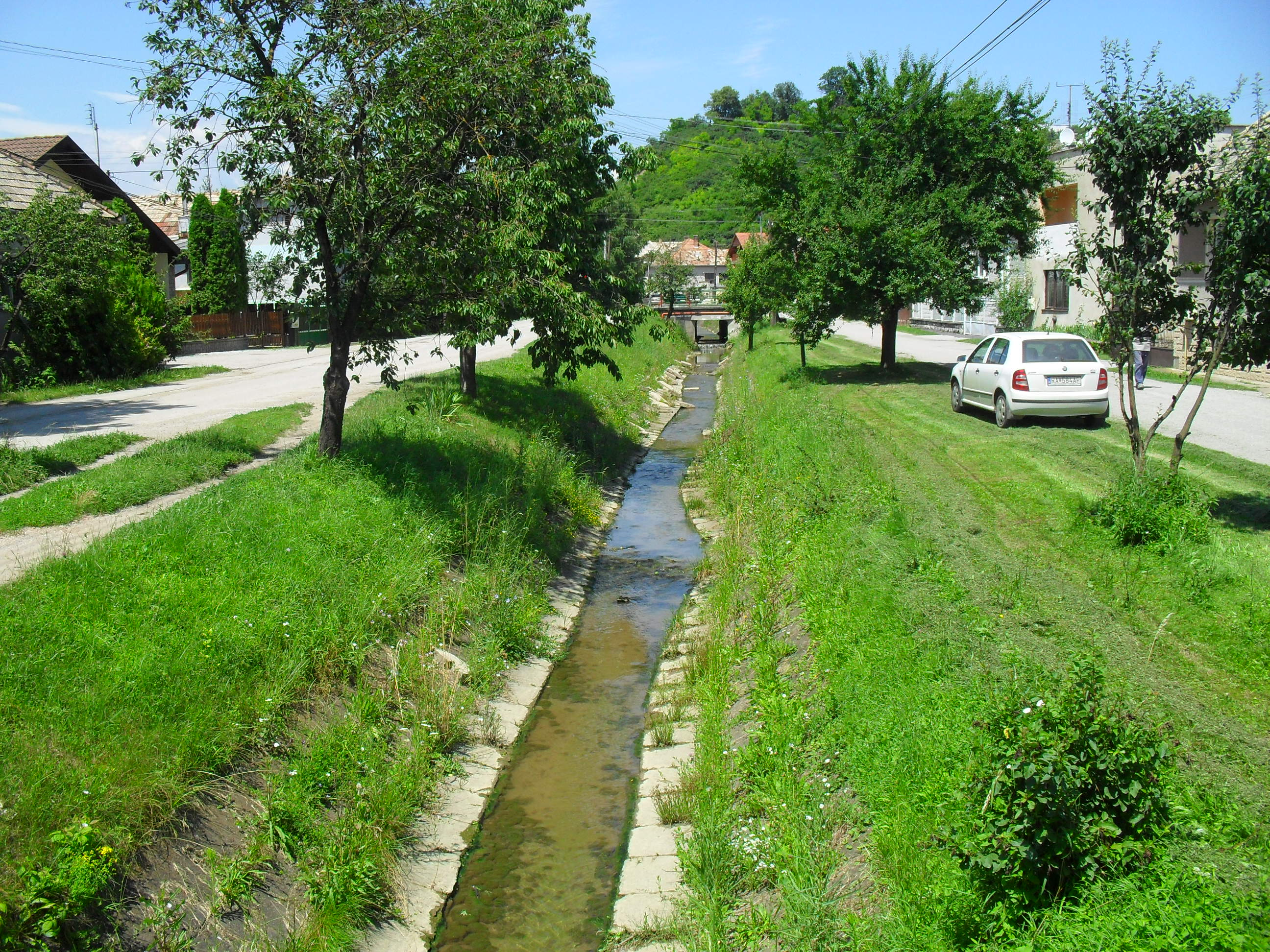
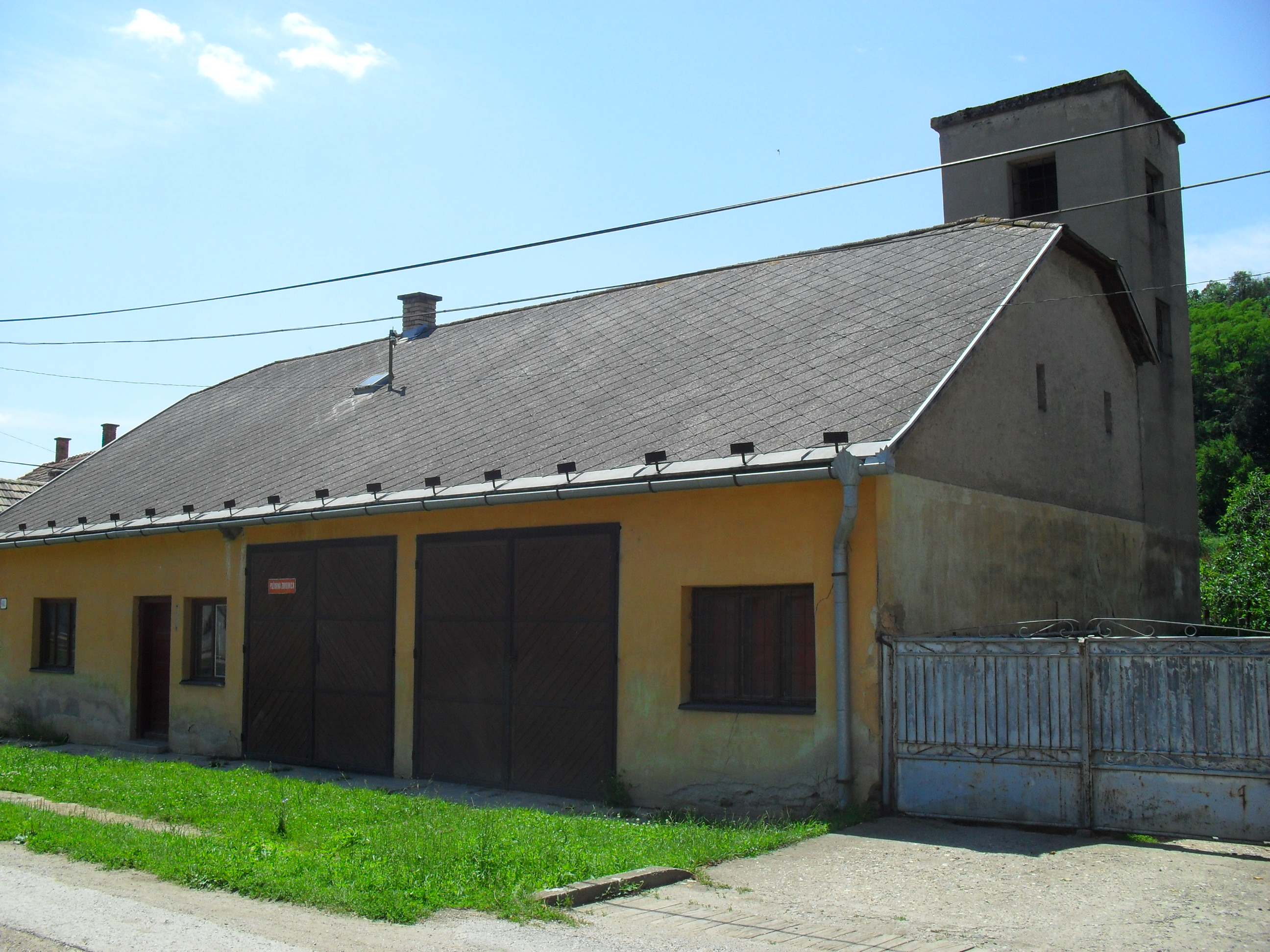
Tűzoltószertár
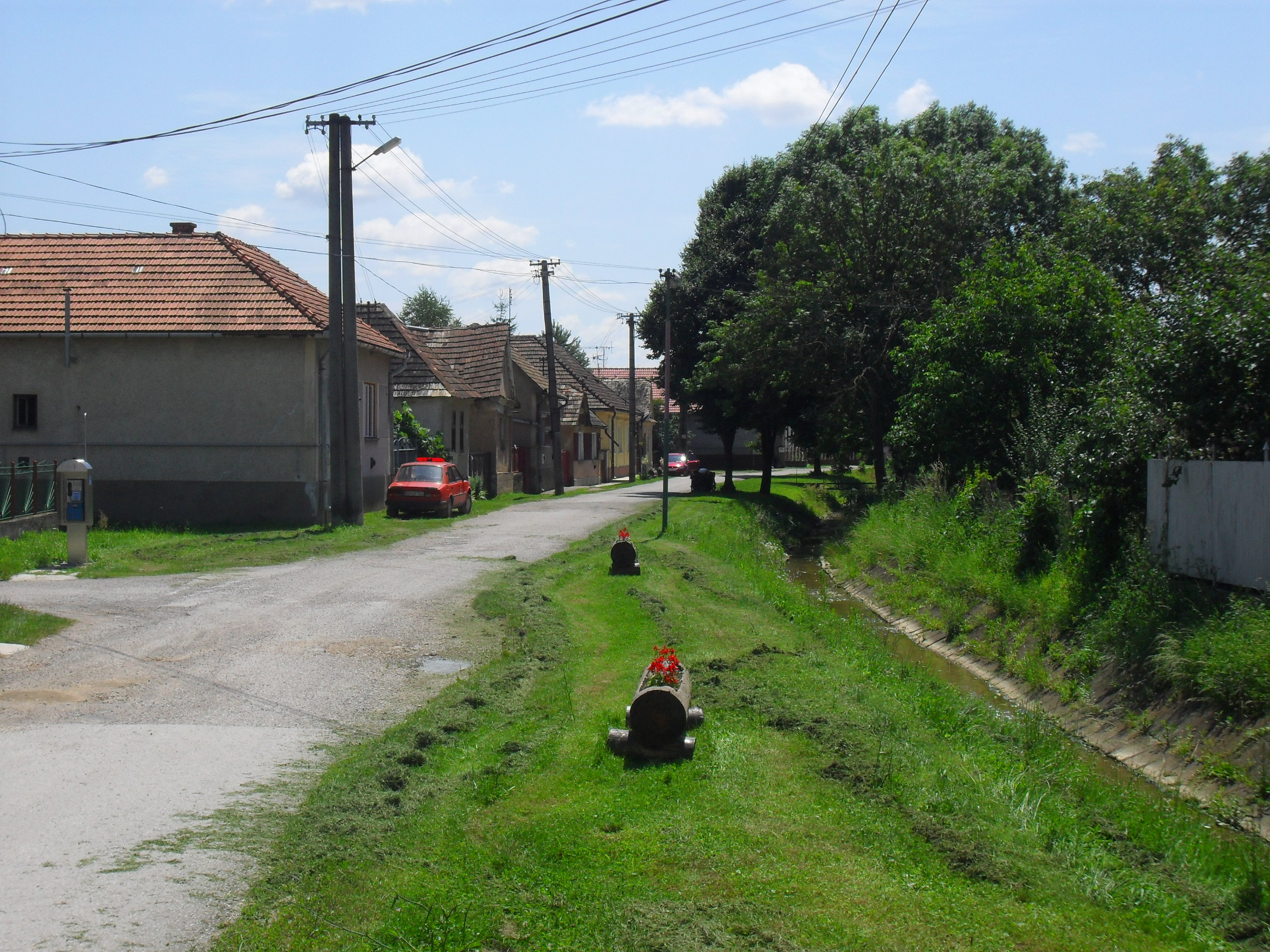
Sajógömöri utcakép
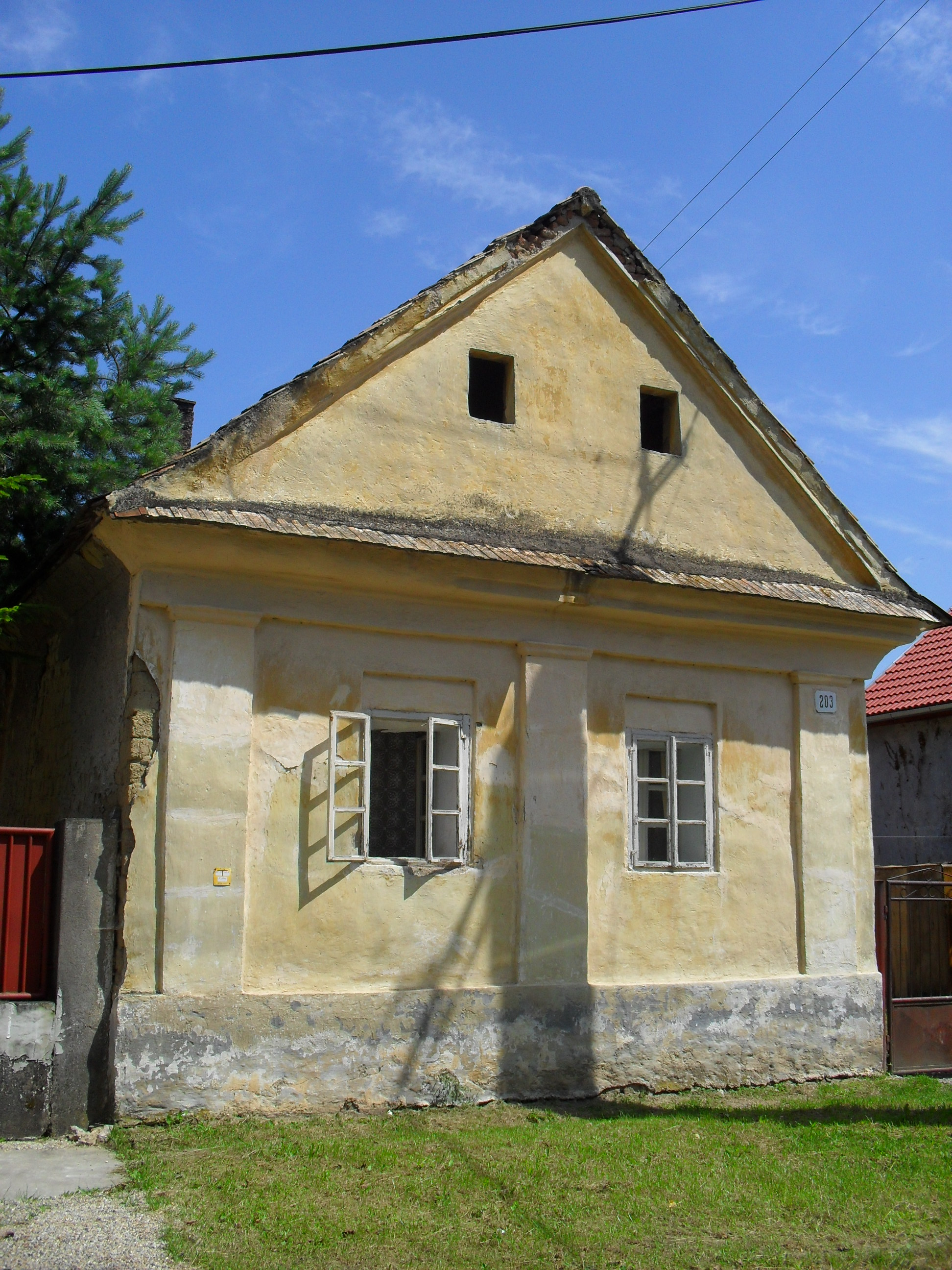
Régi ház a községben
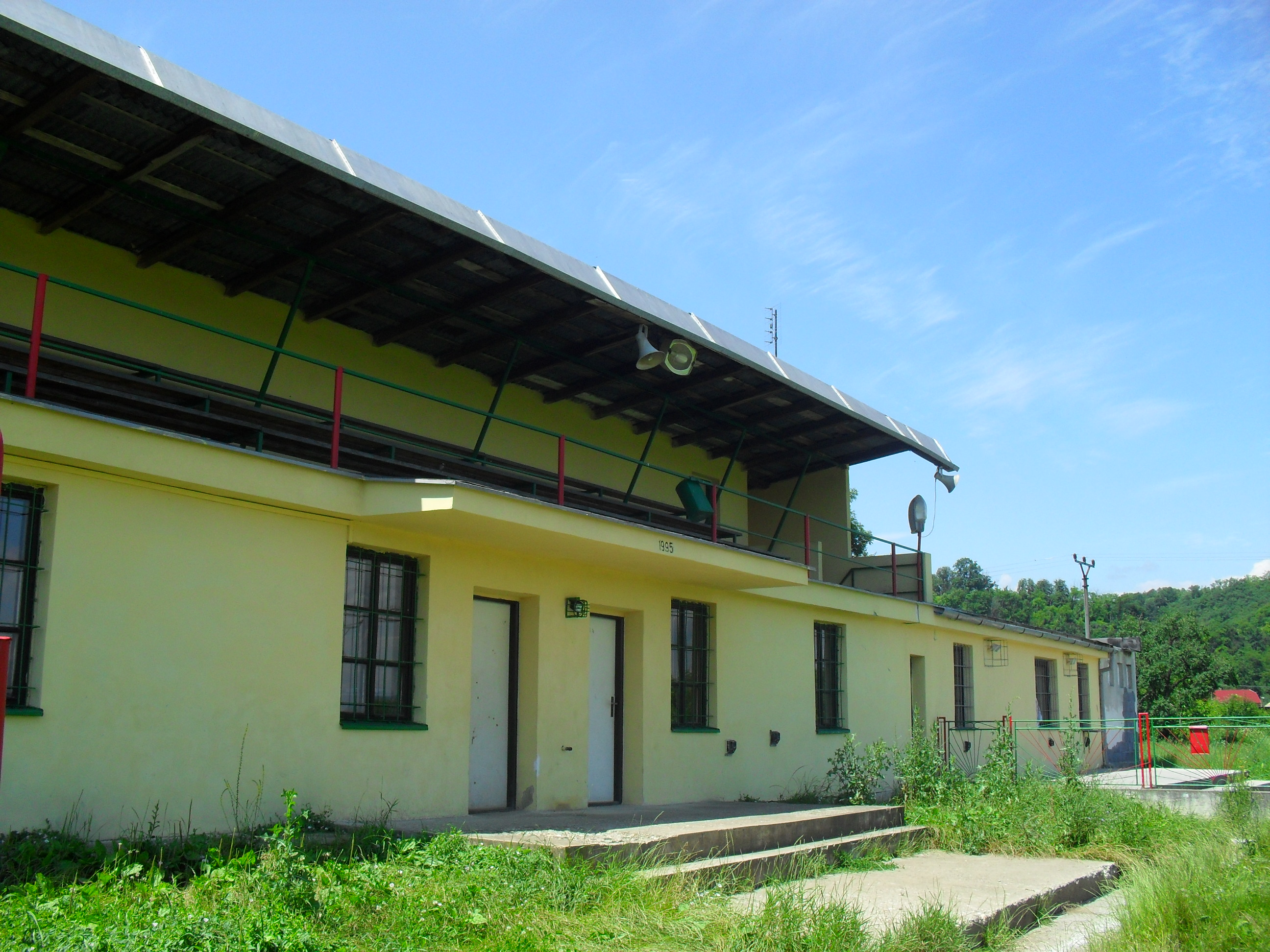
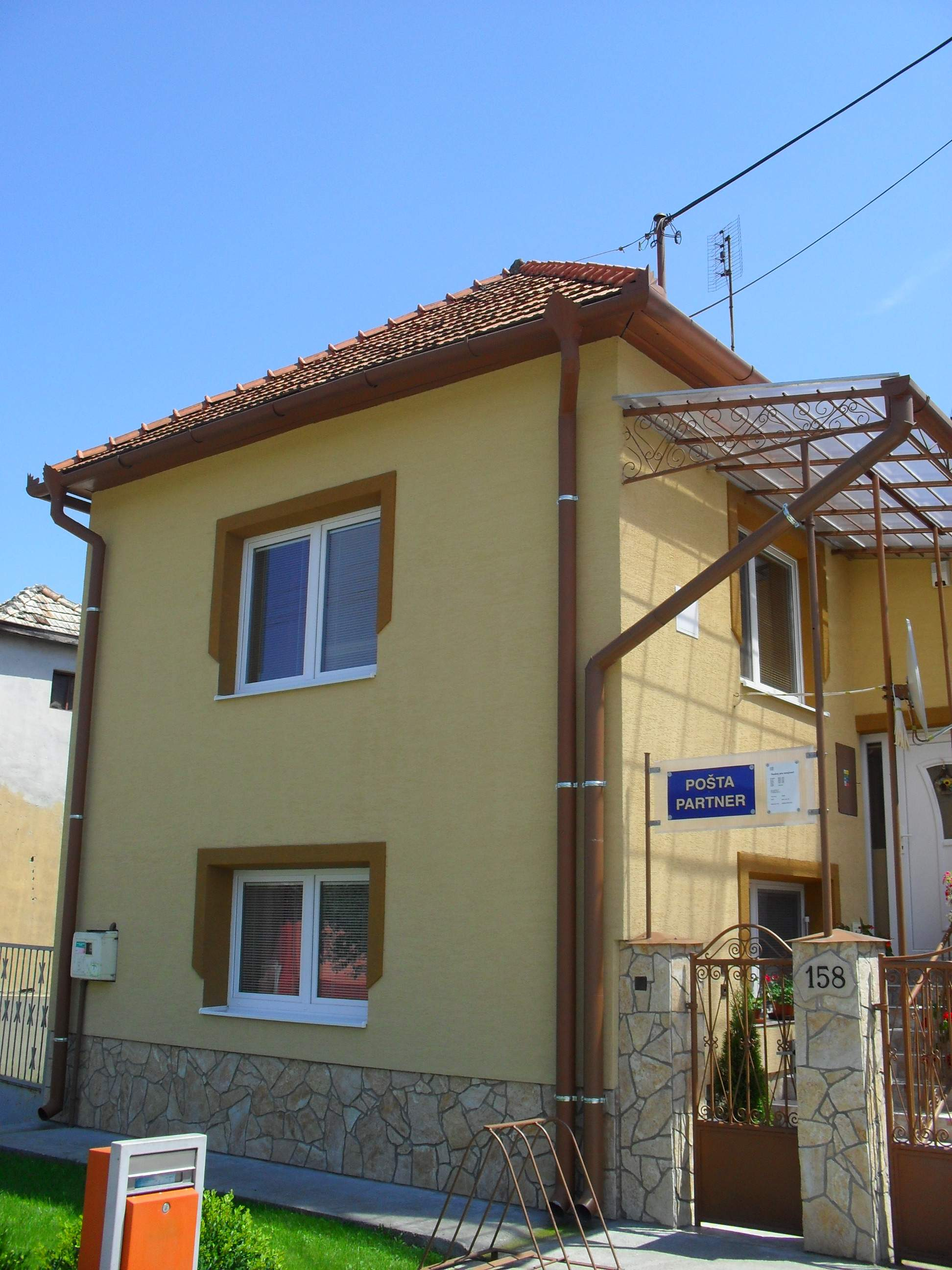
Posta
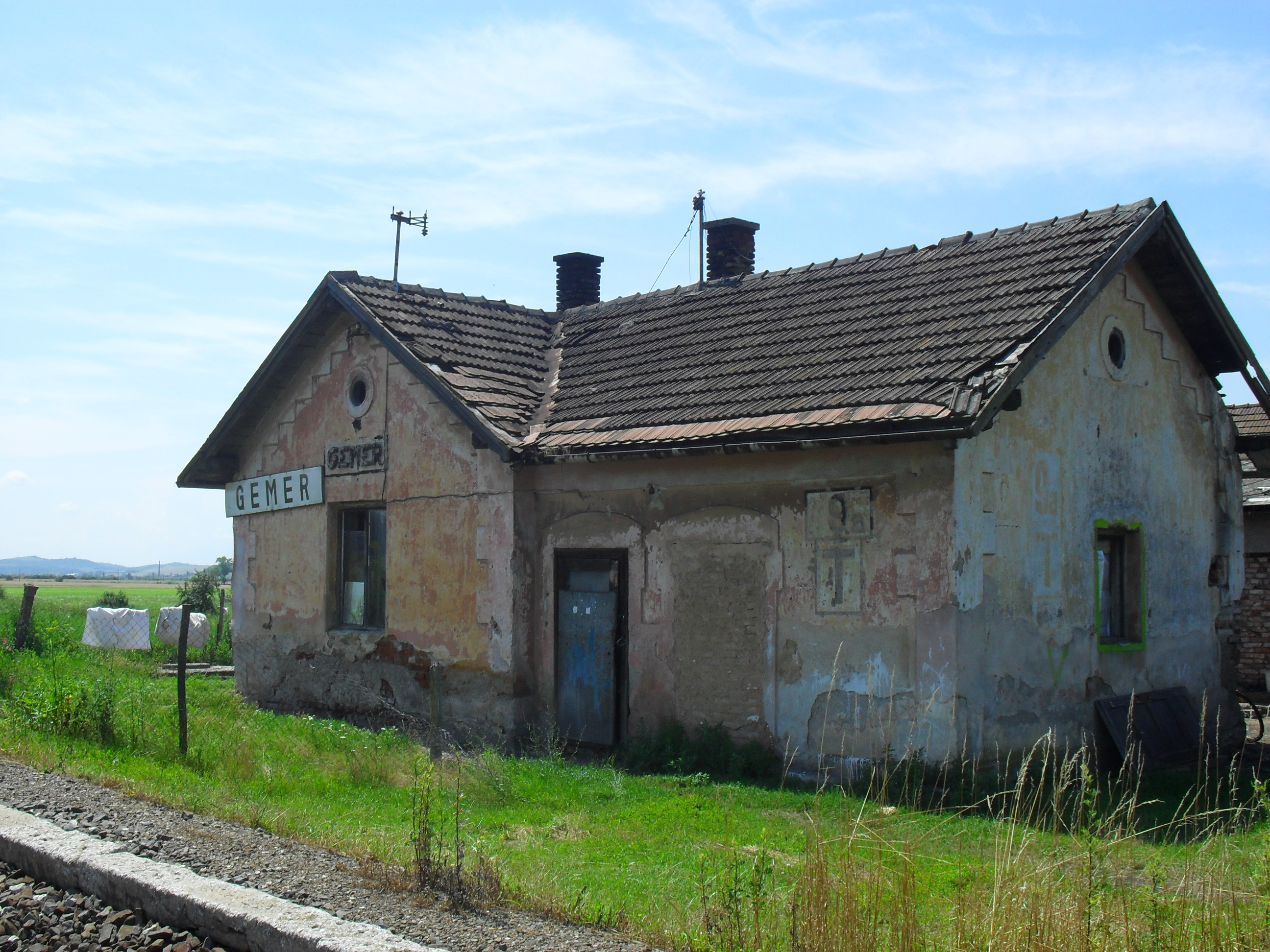
Vasútállomás
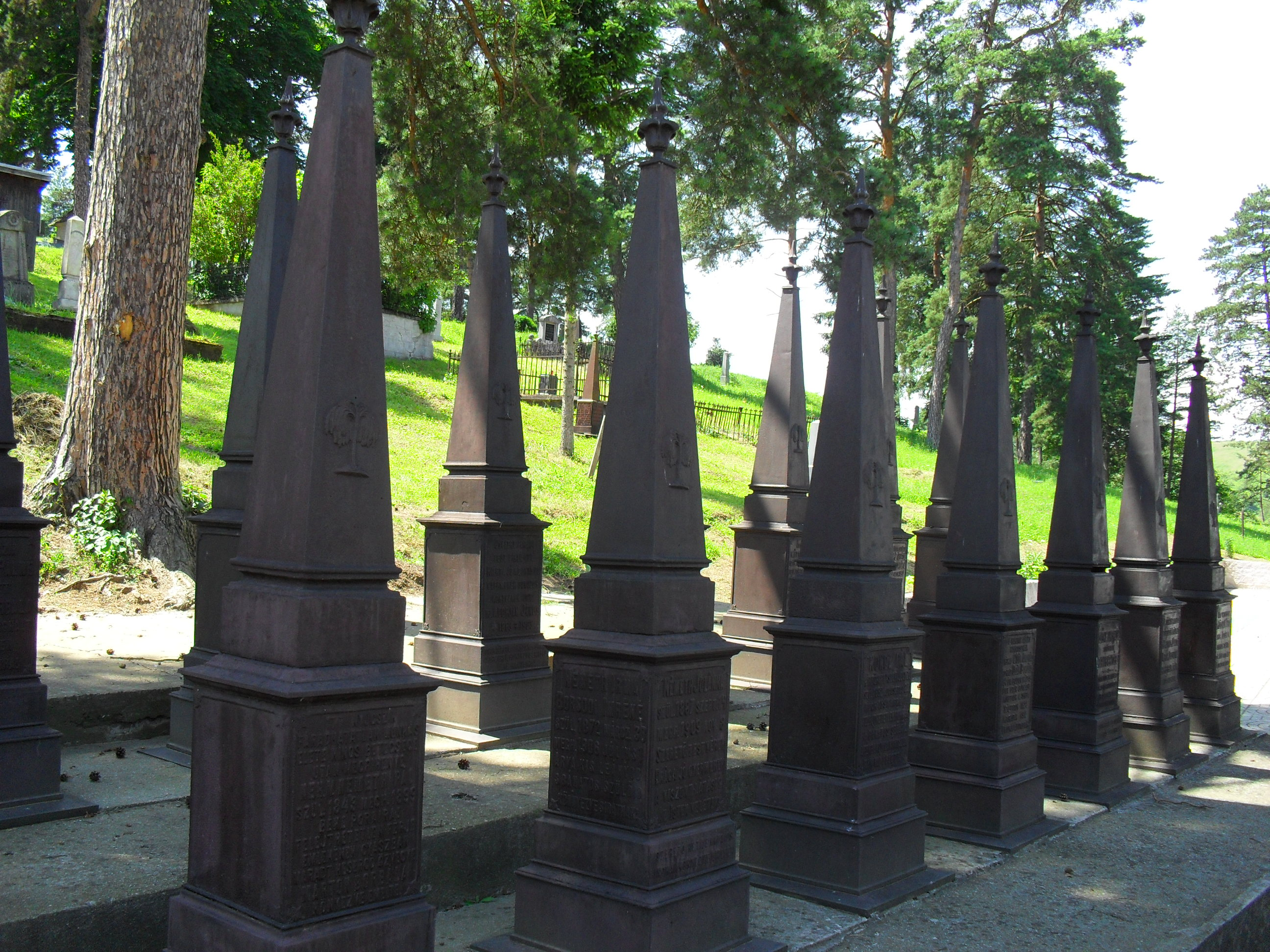
Temető
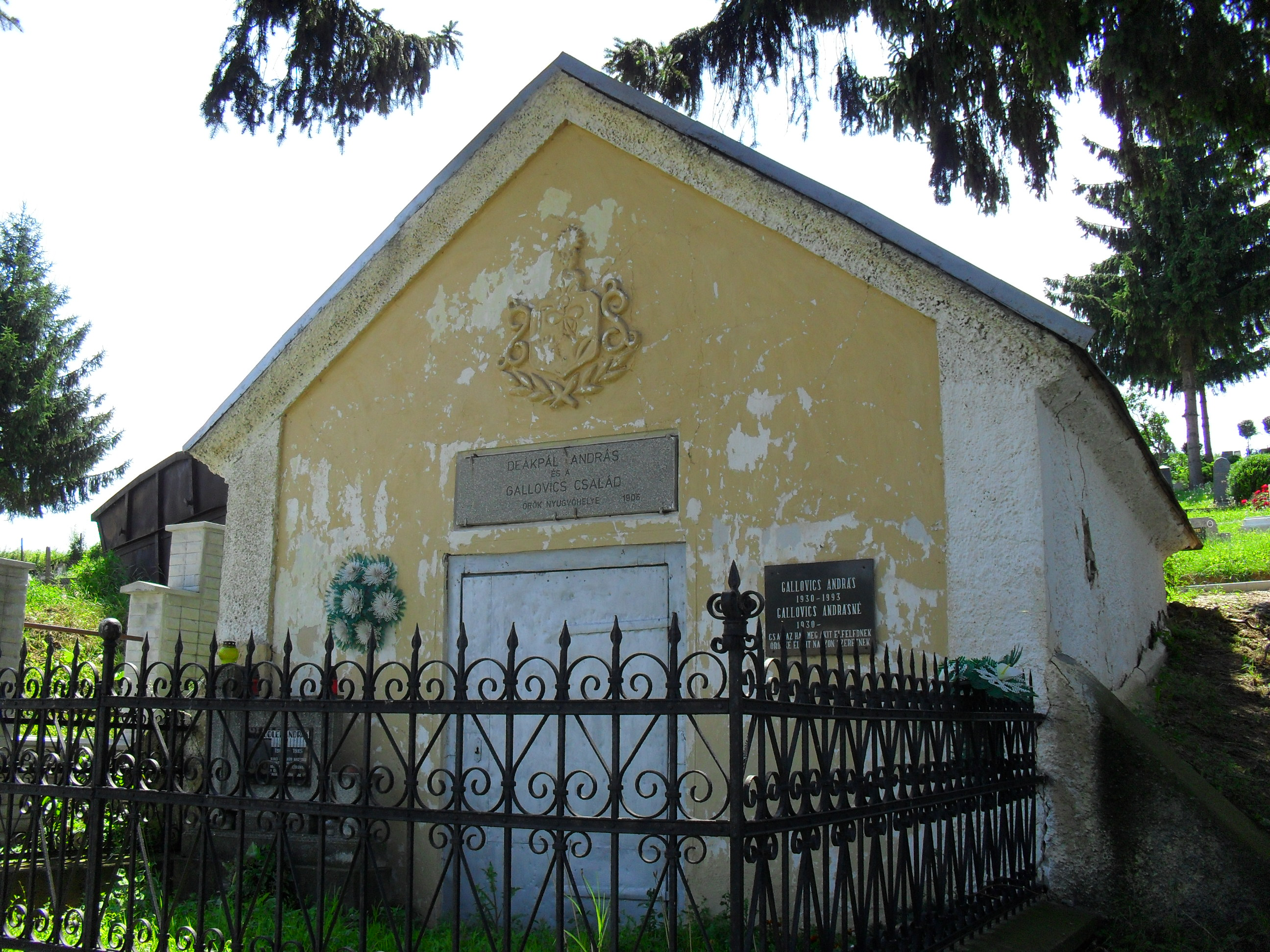
Temető
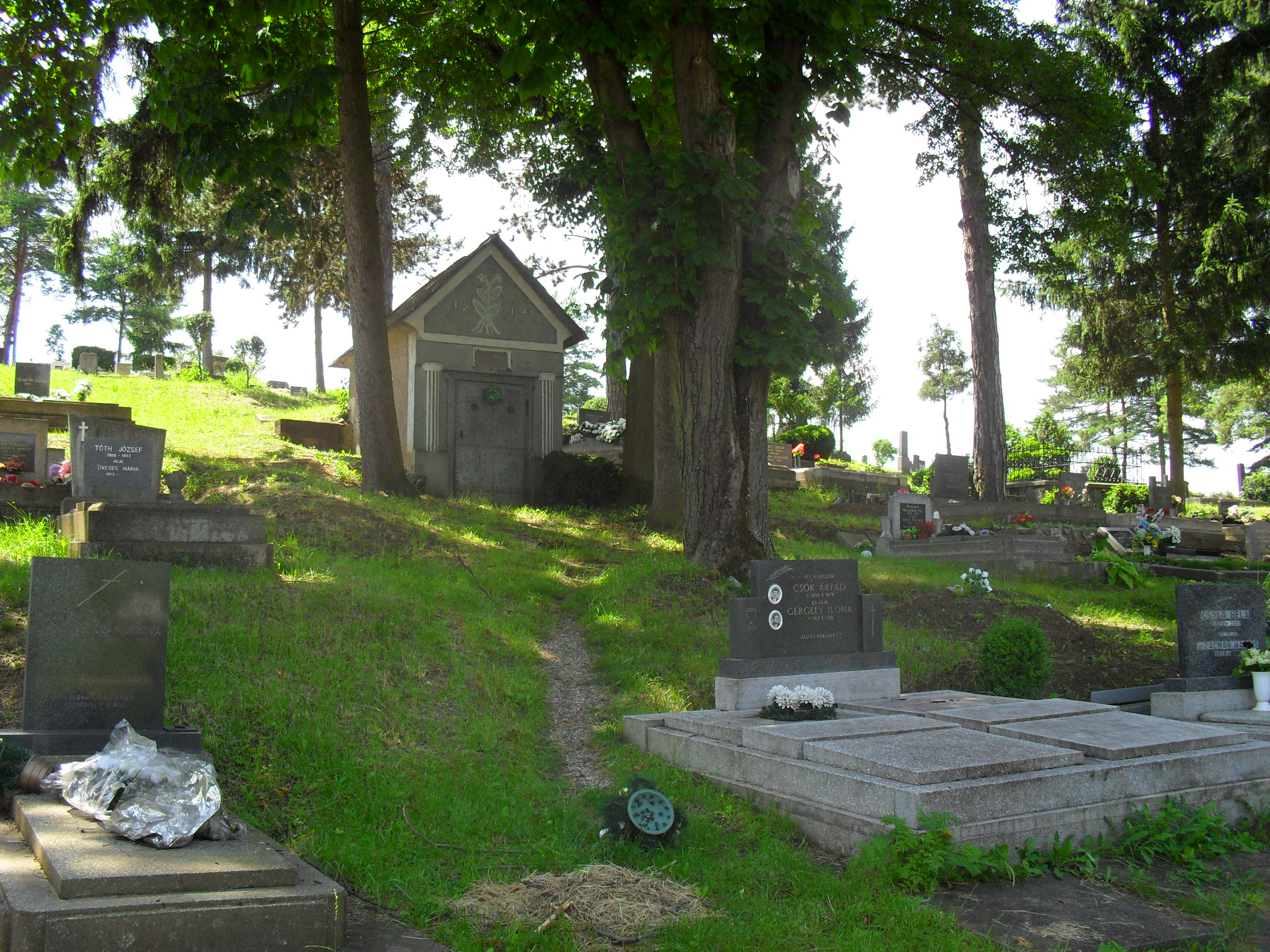
Temető
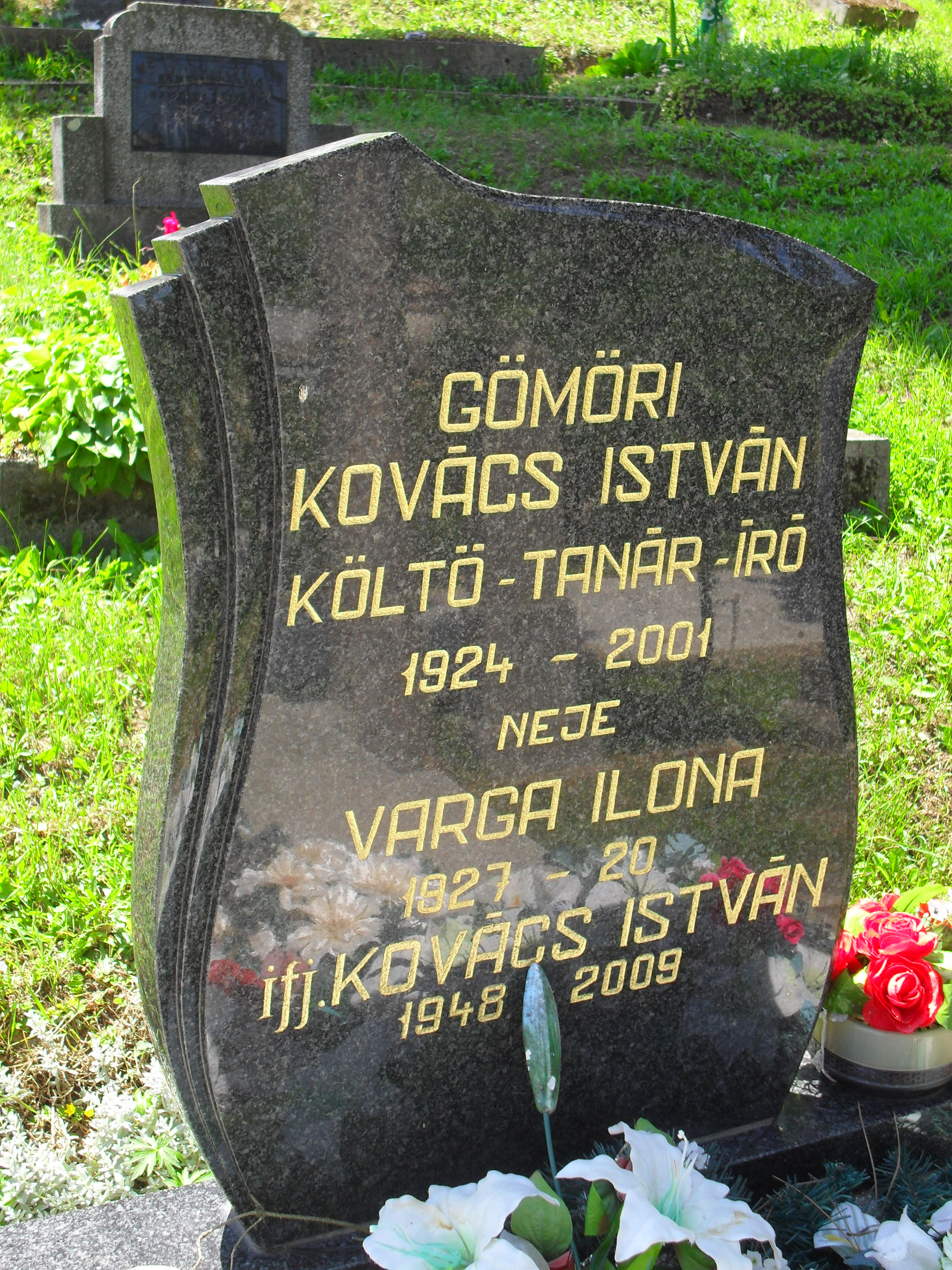
Gömöri Kovács István költő síremléke
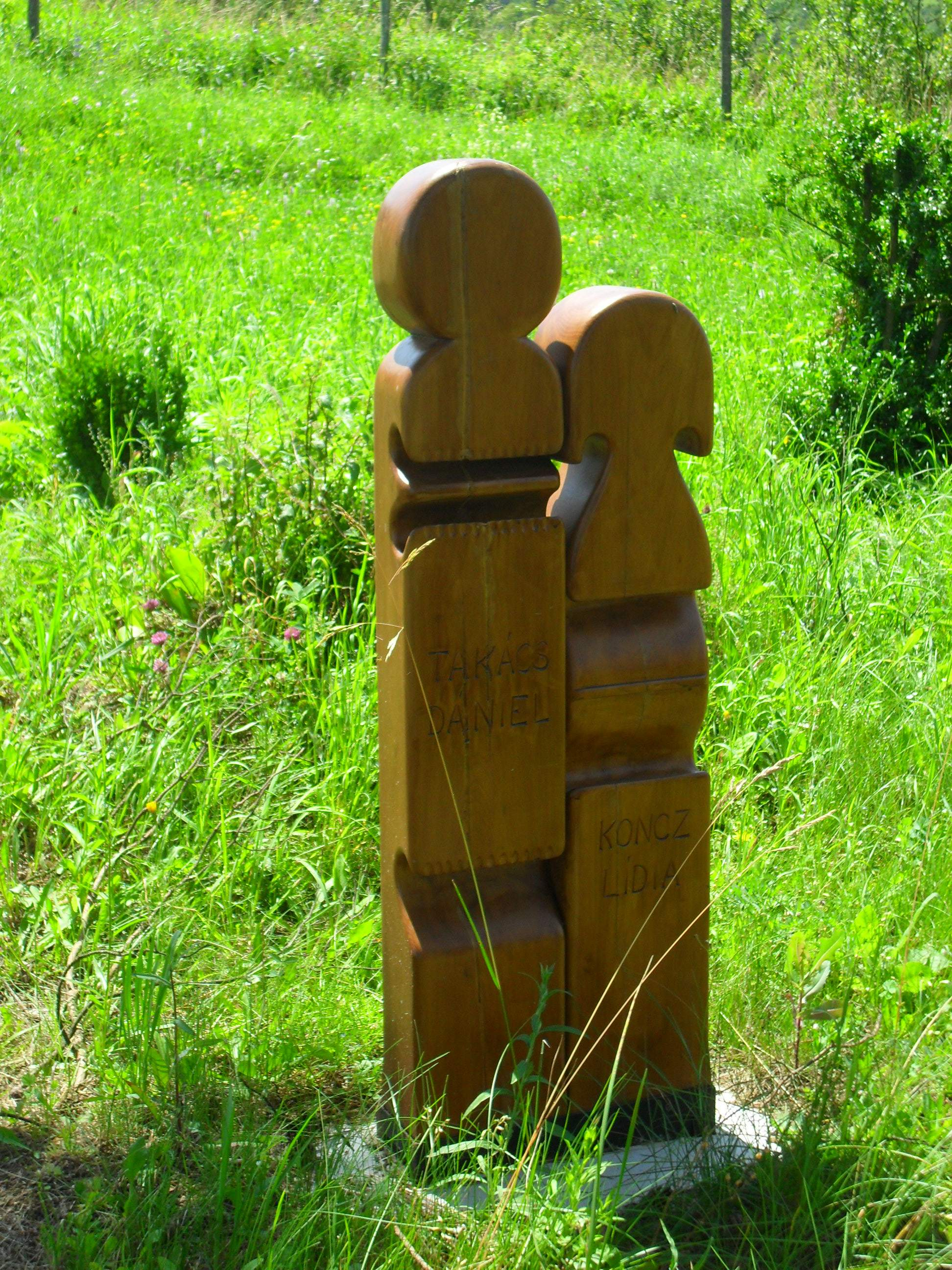
Hagyományos fejfa a temetőben

### Szobrok, emlékművek, emléktáblák

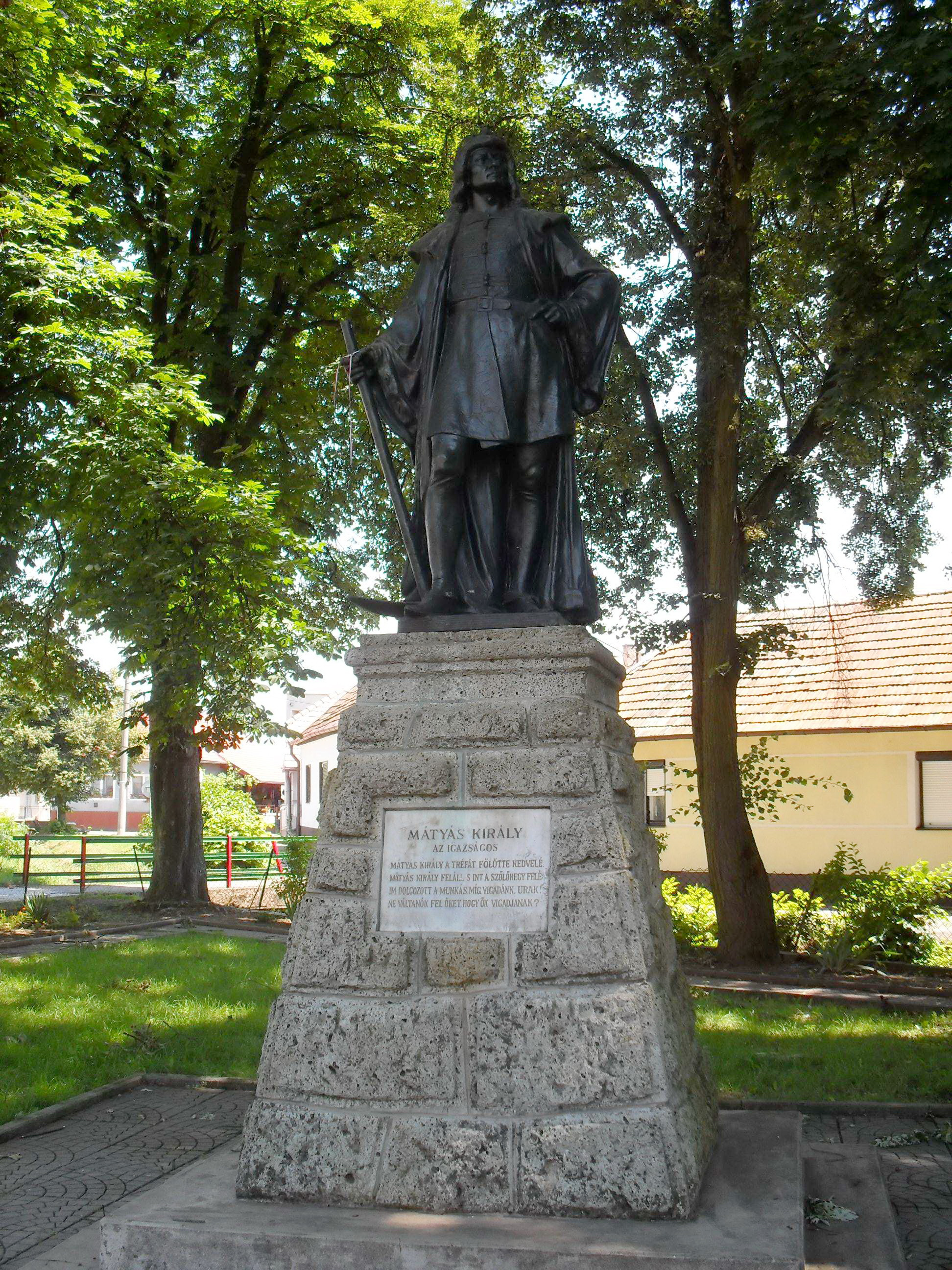
Mátyás király szobra
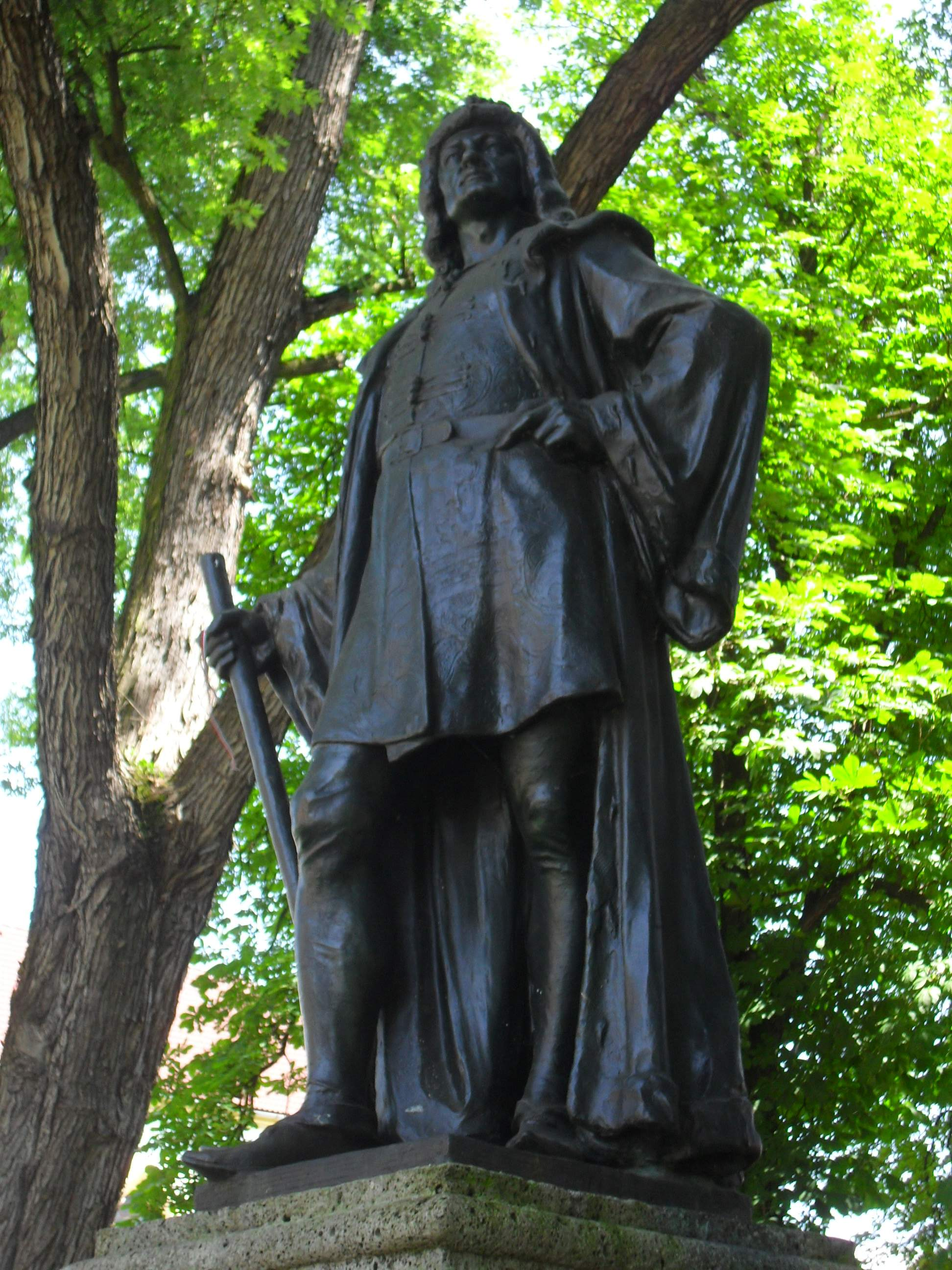
Mátyás király szobra
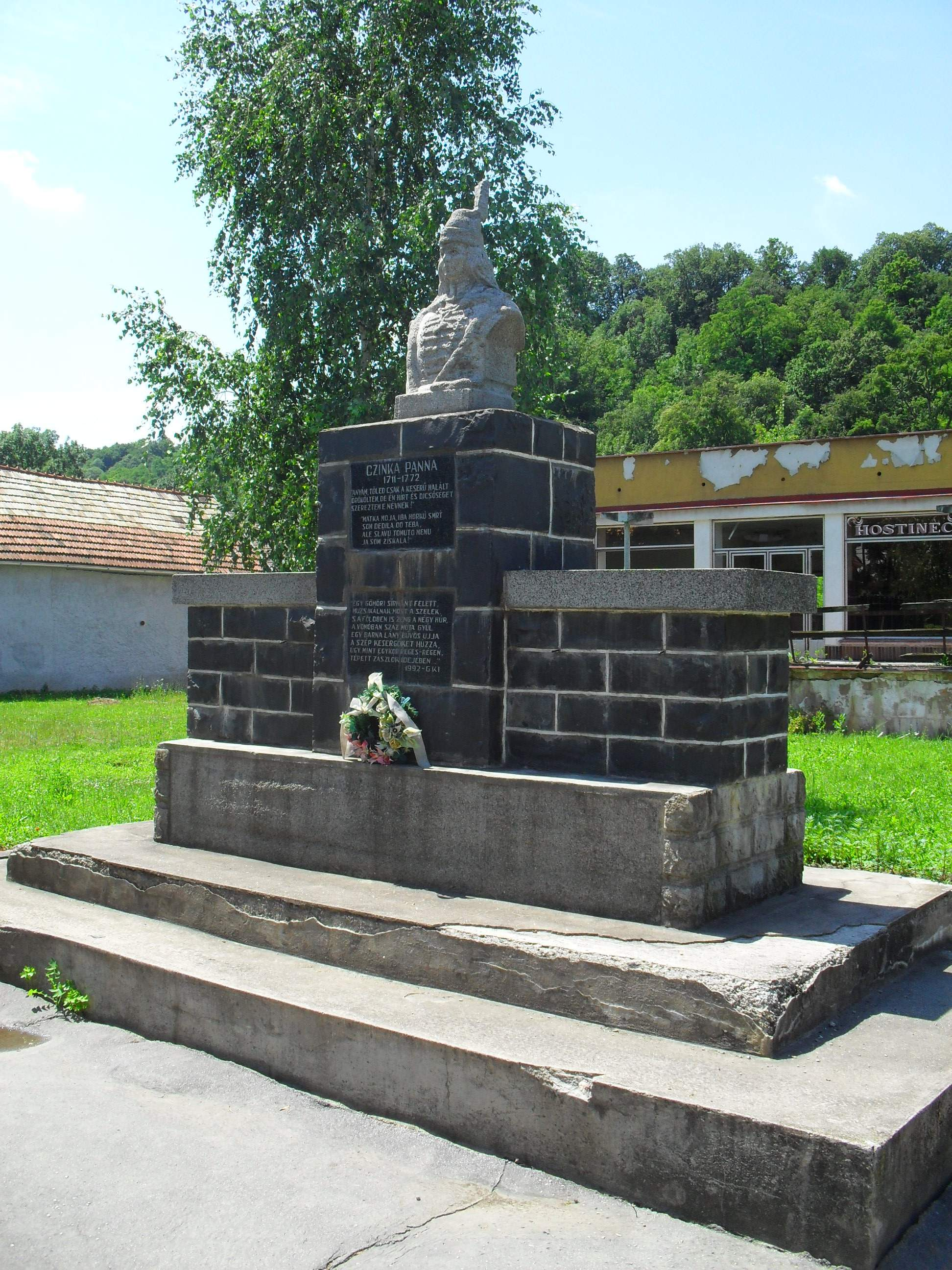
Czinka Panna mellszobra
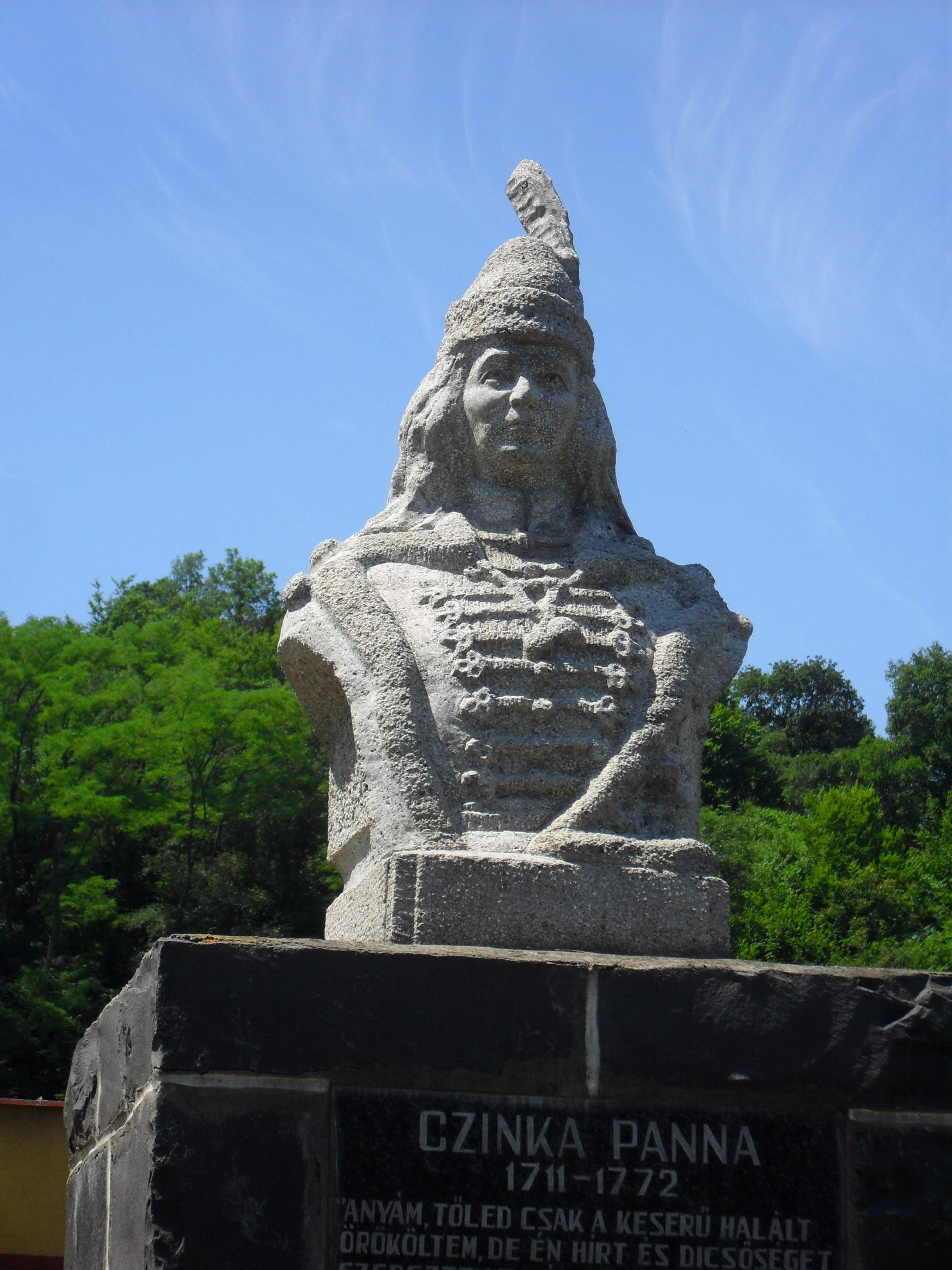
Czinka Panna mellszobra
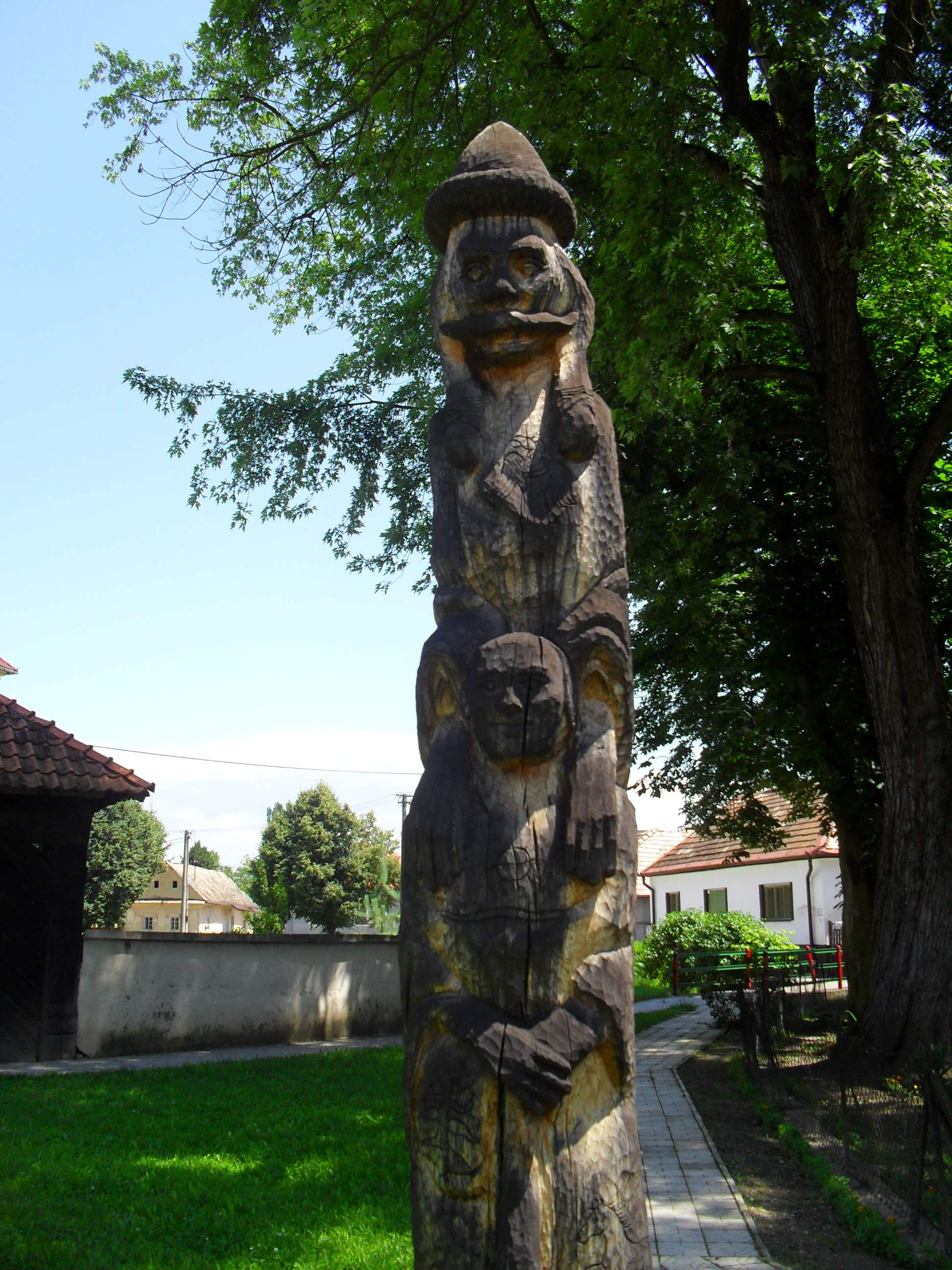
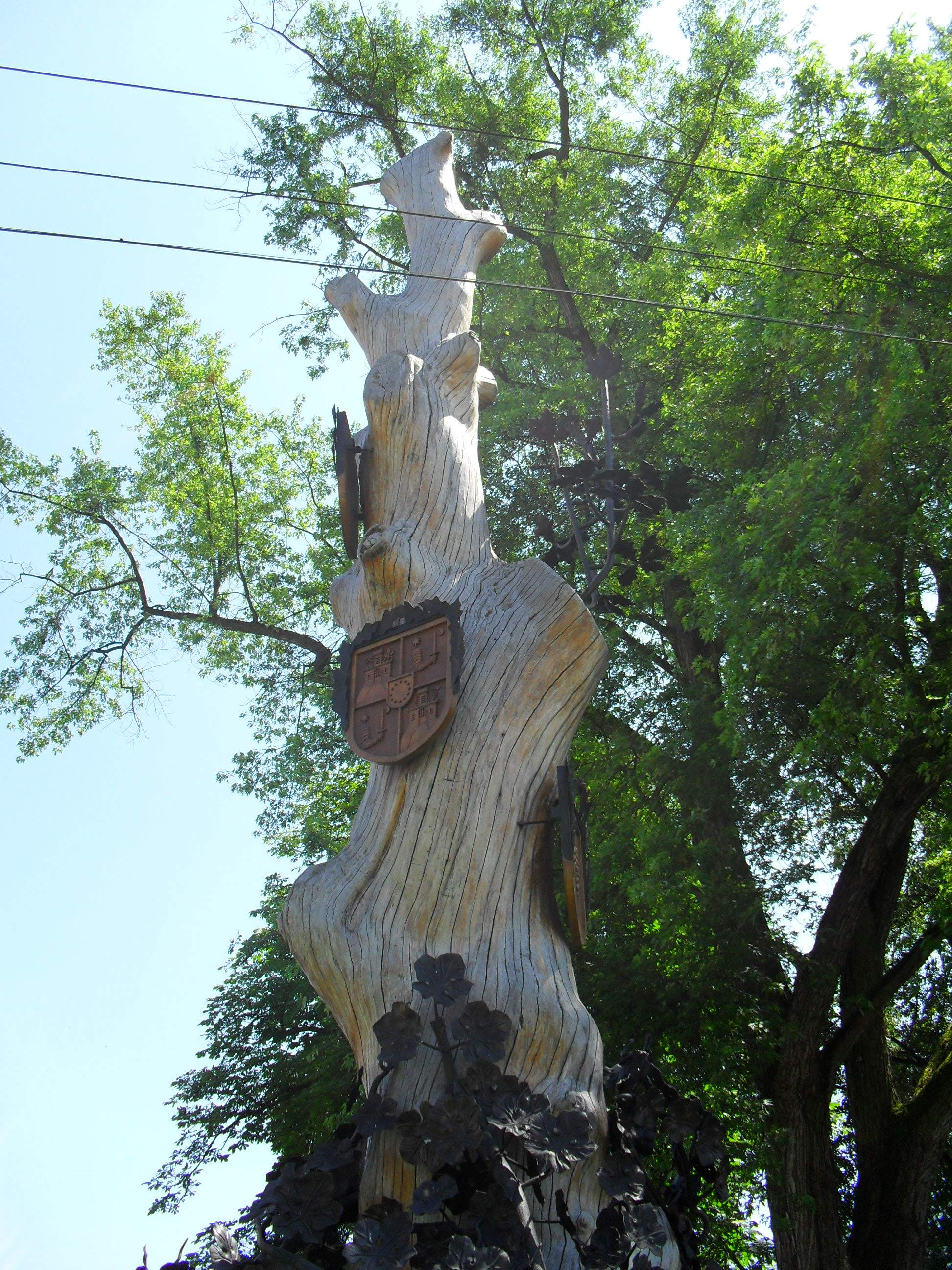
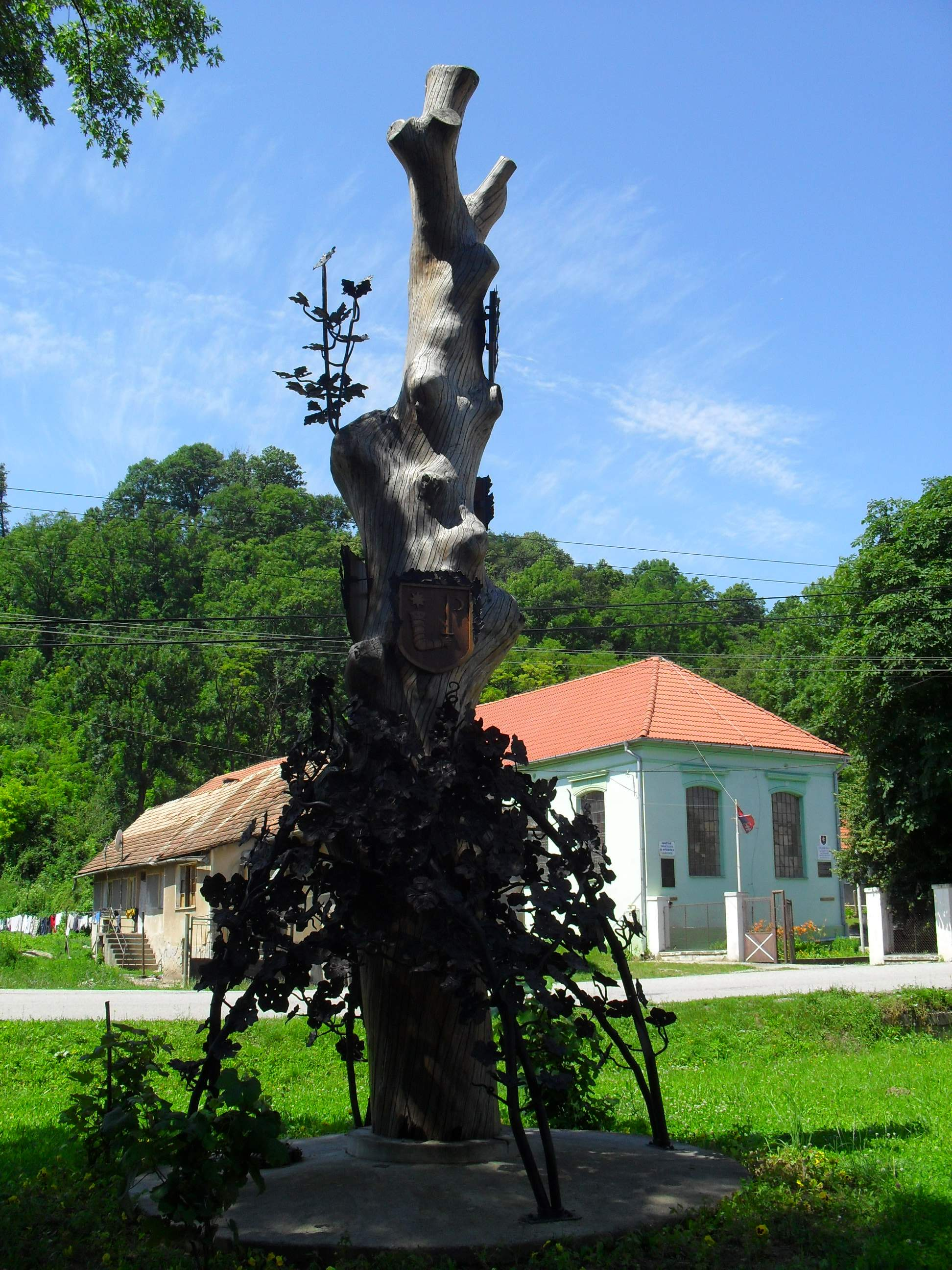
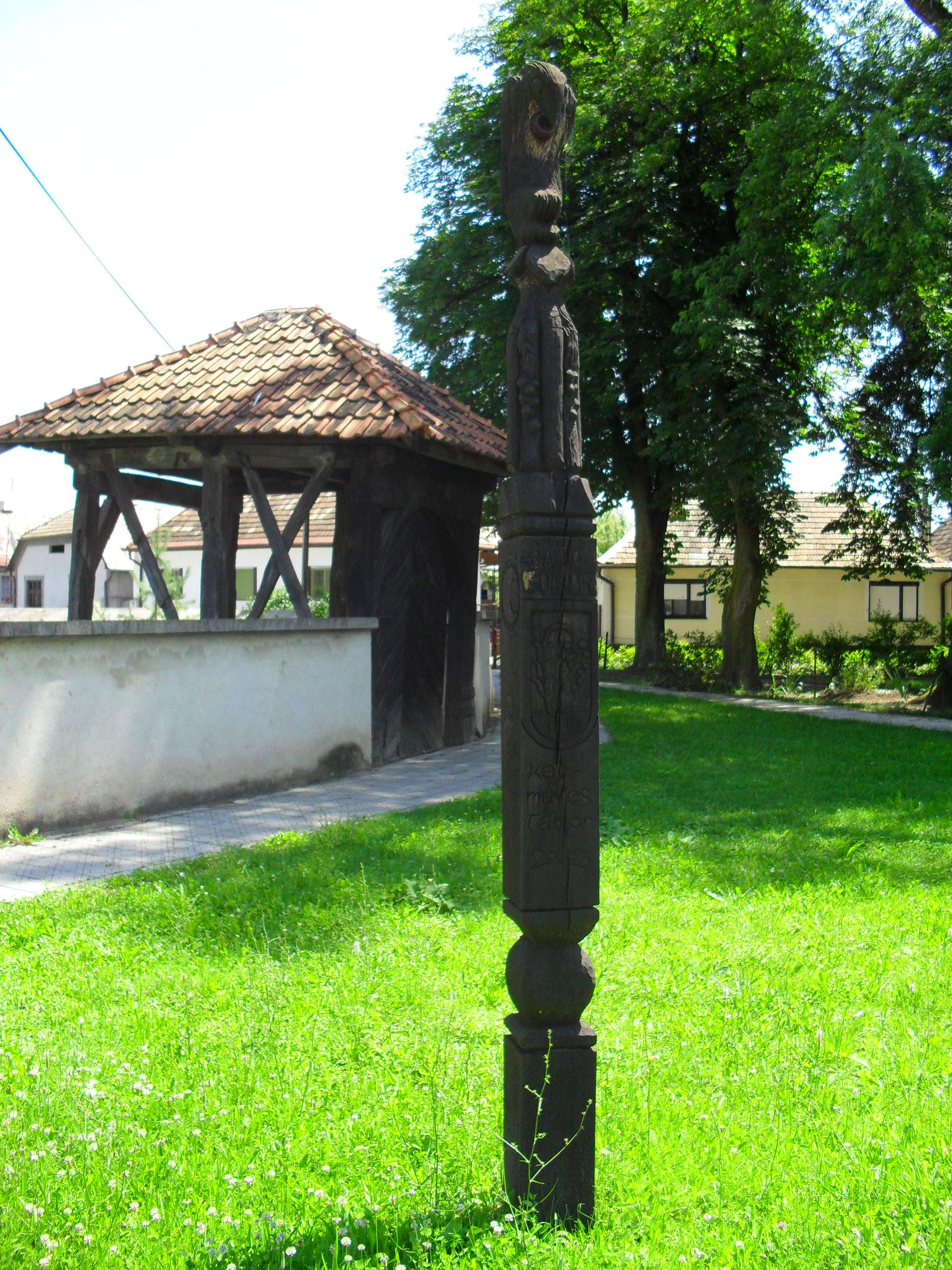
A templom melletti kopjafa (2003)
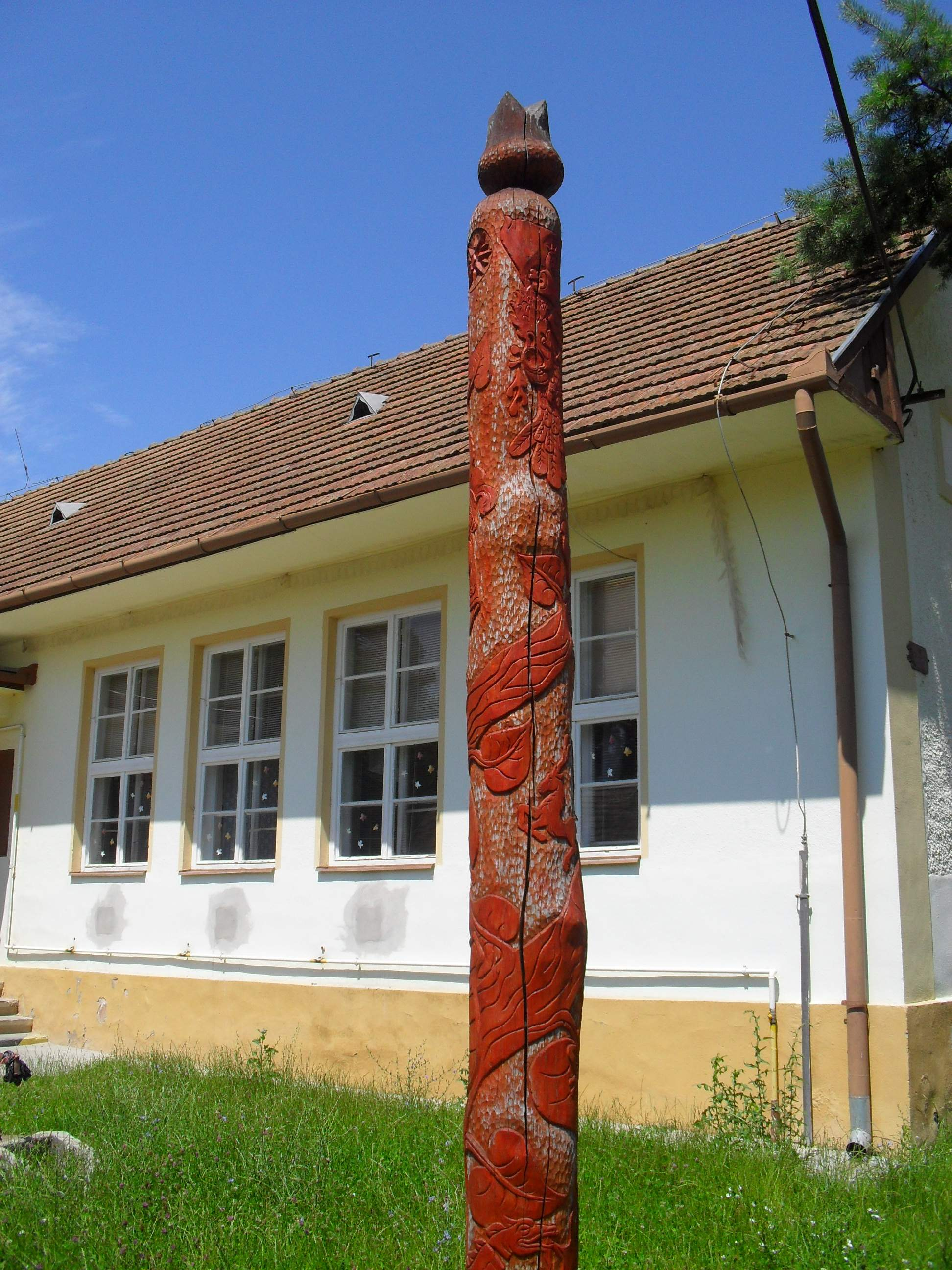
Az evangélikus iskola udvarán álló kopjafa (2006)
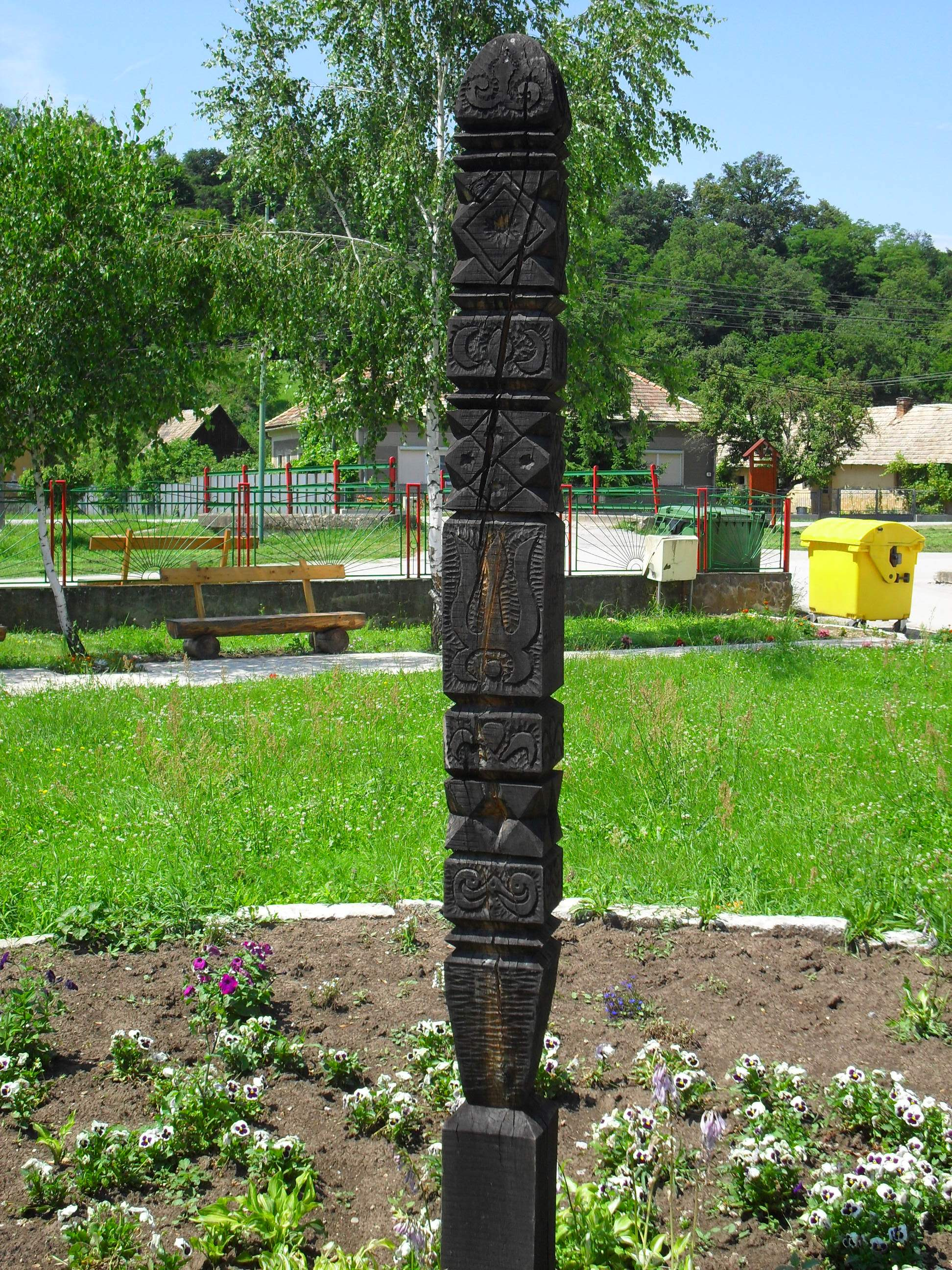
Rákóczi-emlékkopjafa a községháza előtt
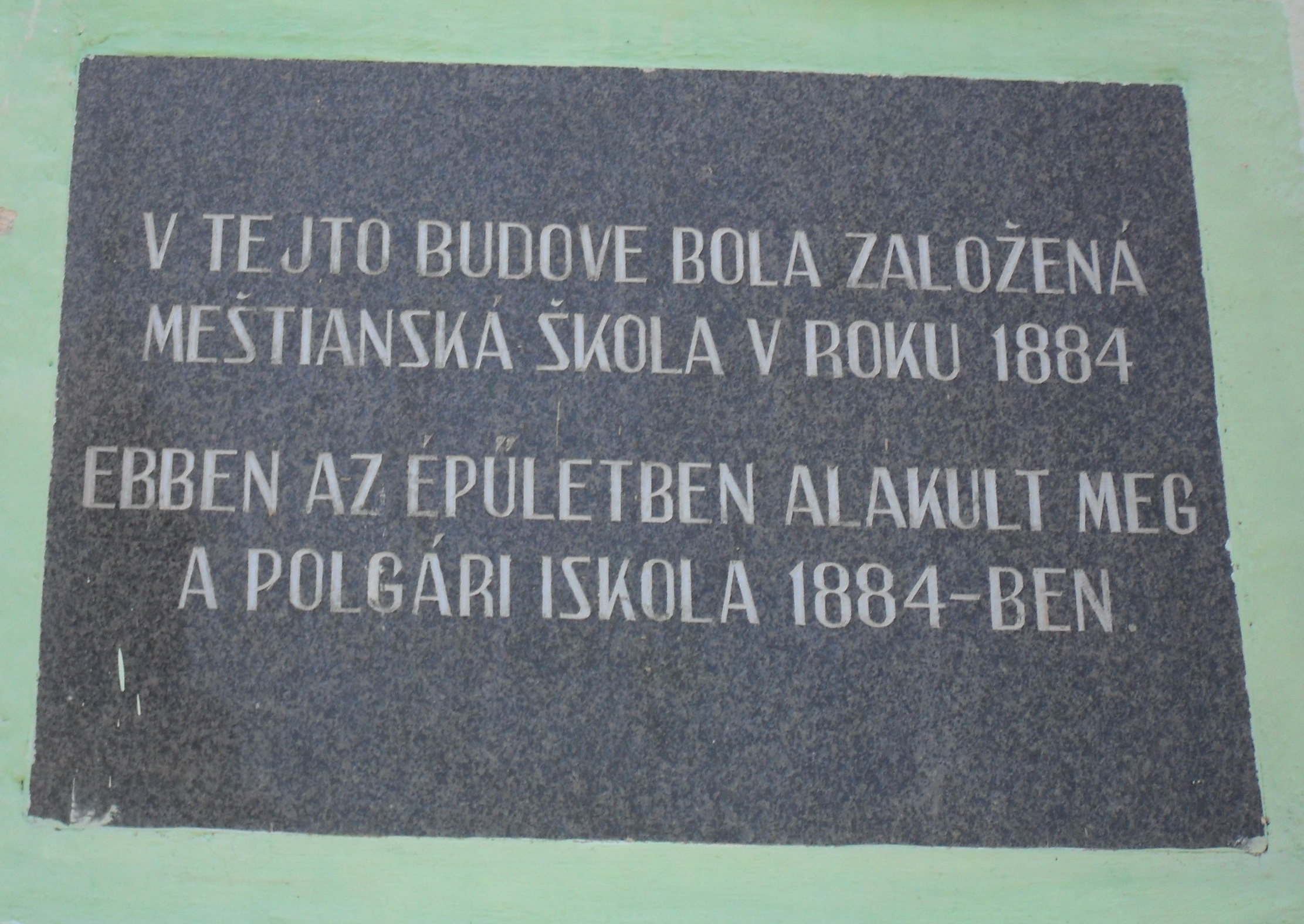
Emléktábla az iskola falán
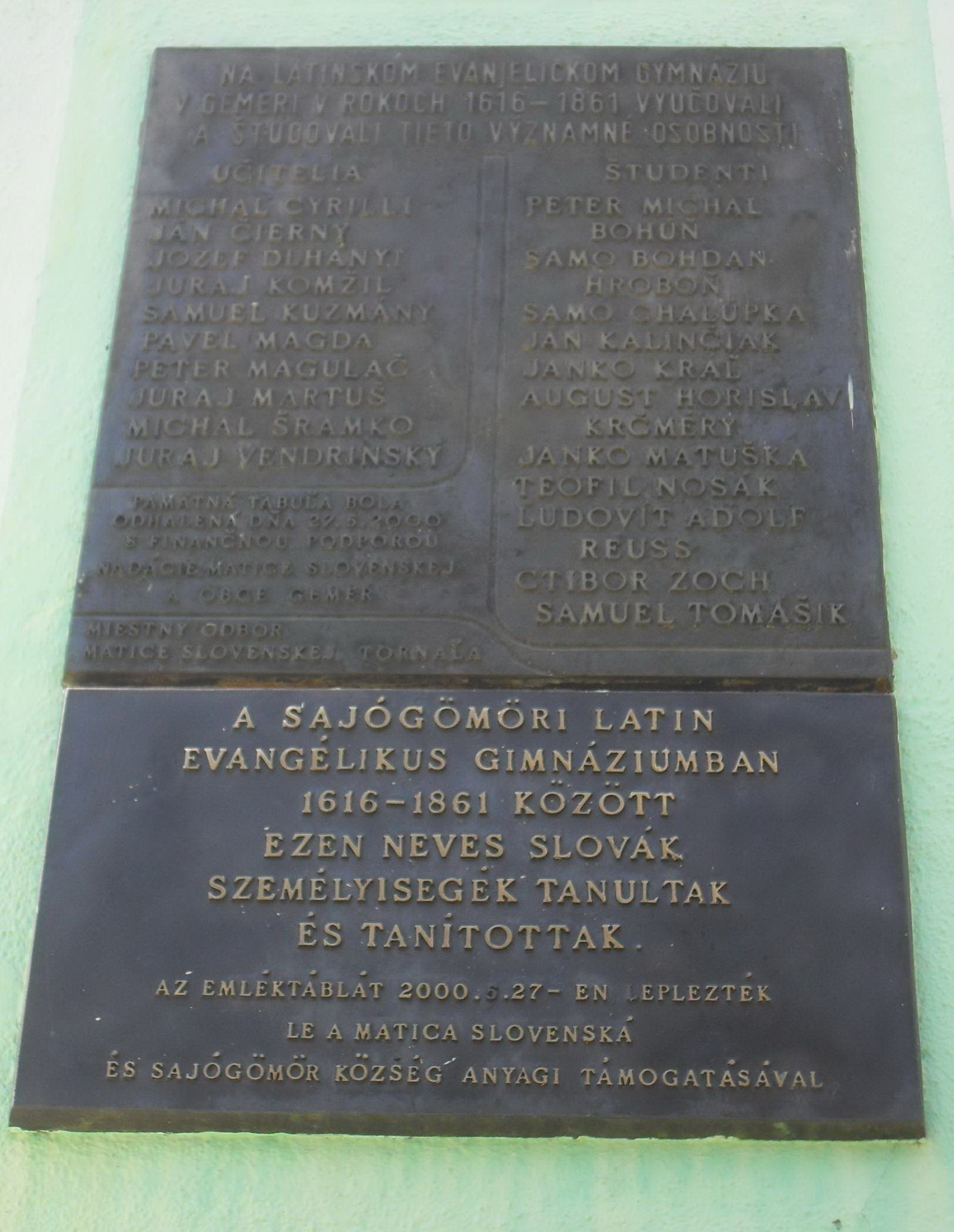
Emléktábla az iskola falán
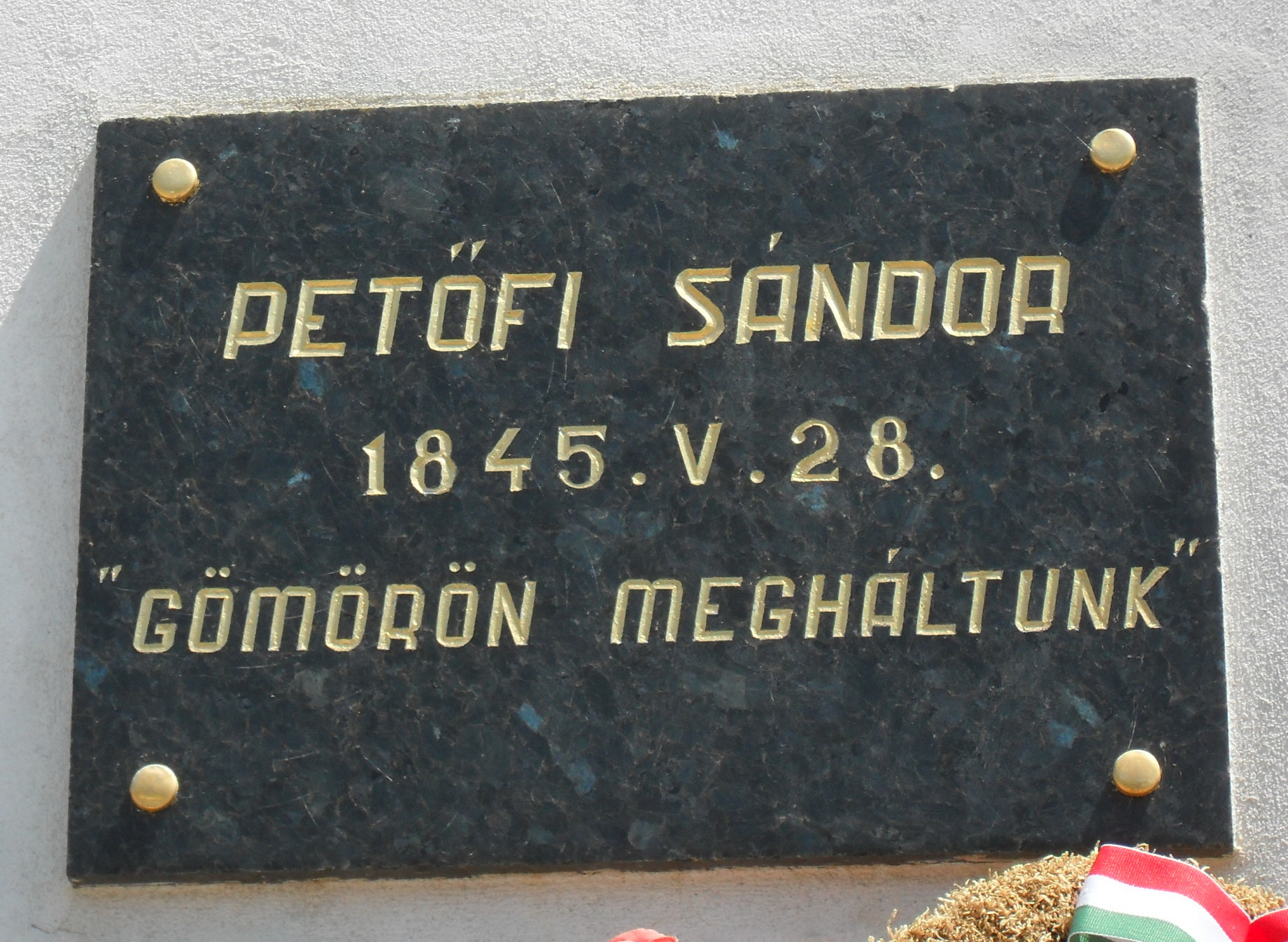
Petőfi Sándor emléktáblája a volt vármegyeháza falán
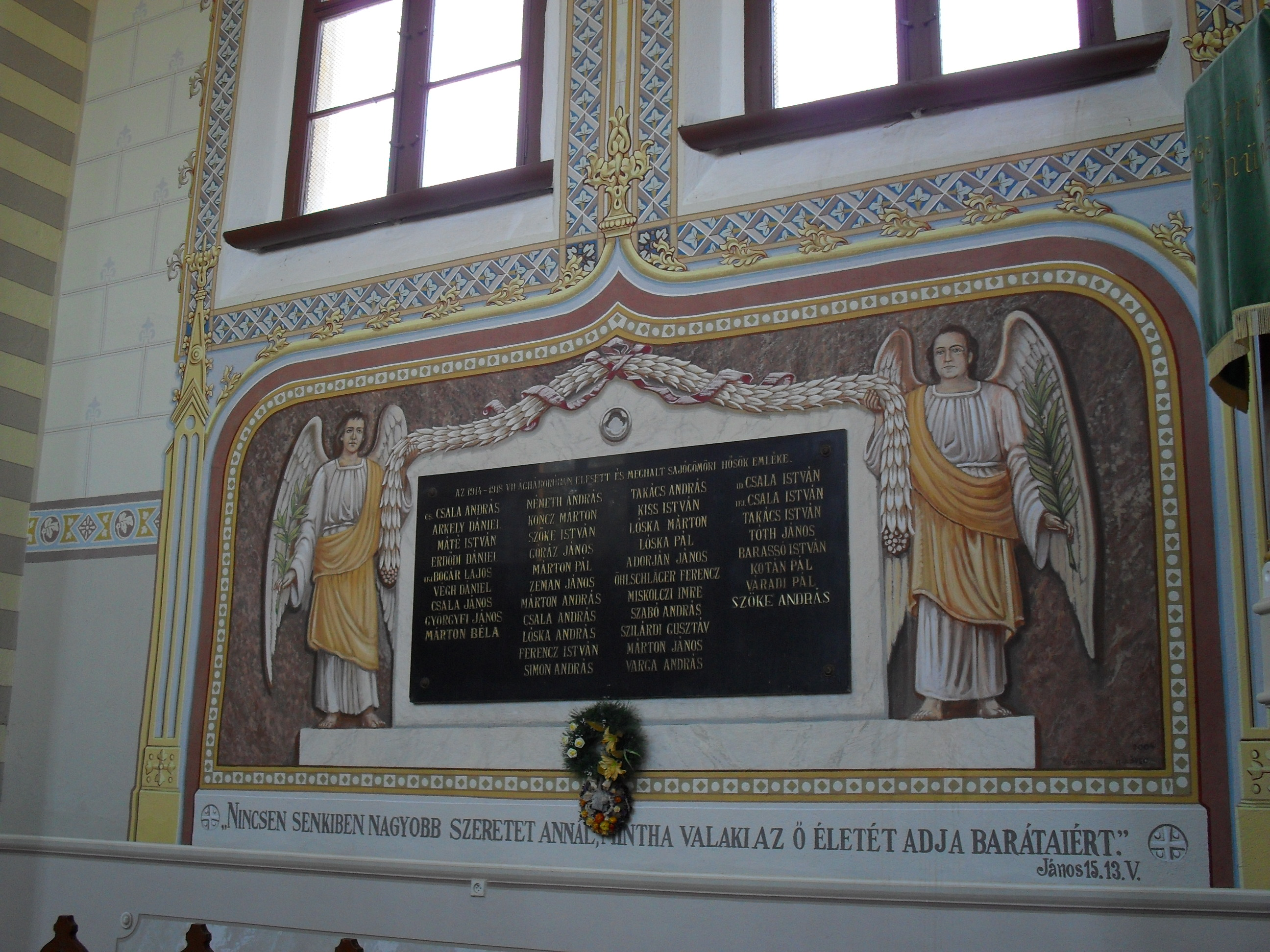
Első világháborús emléktábla az evangélikus templomban
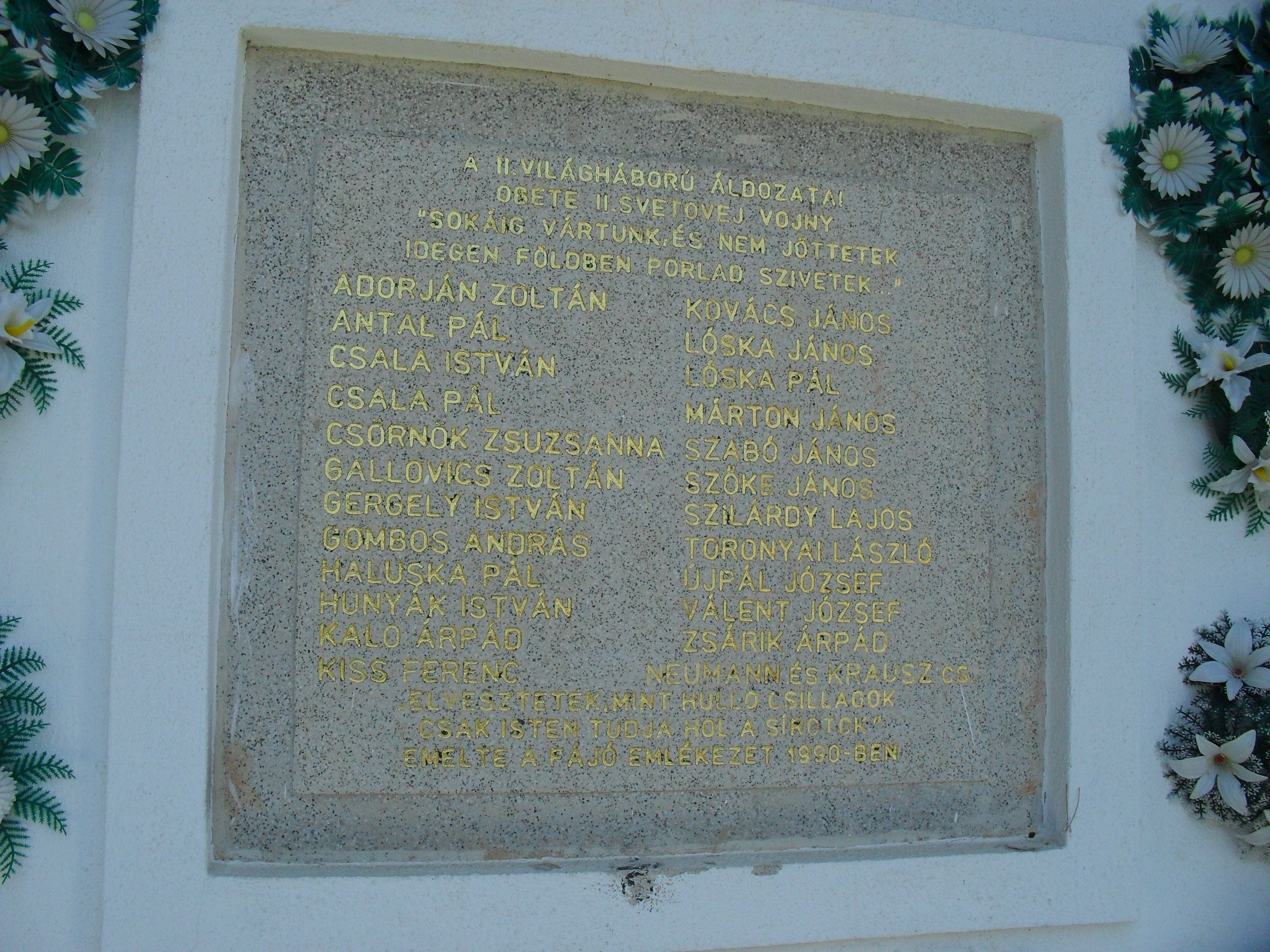
A második világháború áldozatainak emléktáblája a temetőben

### Evangélikus templom

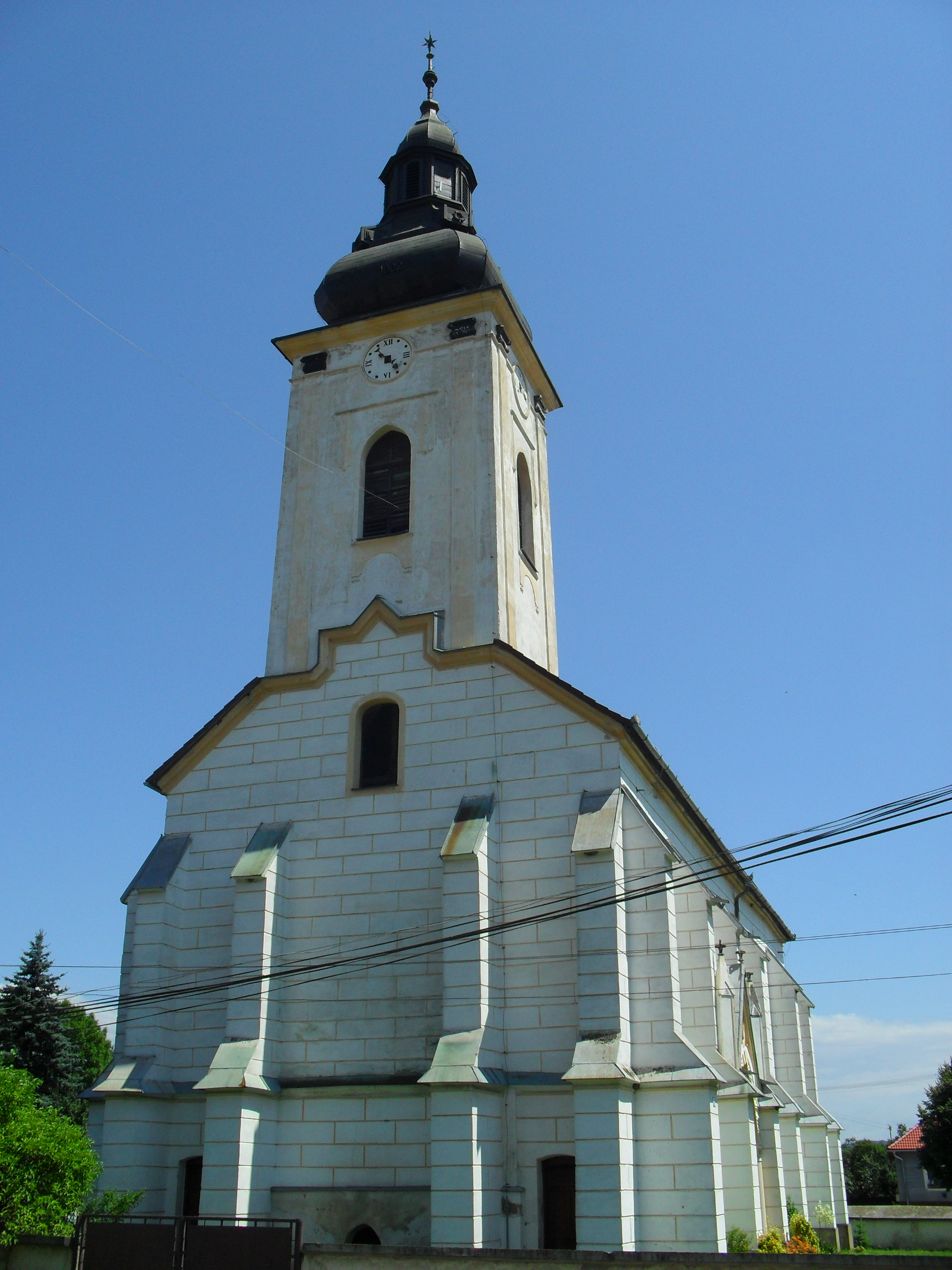
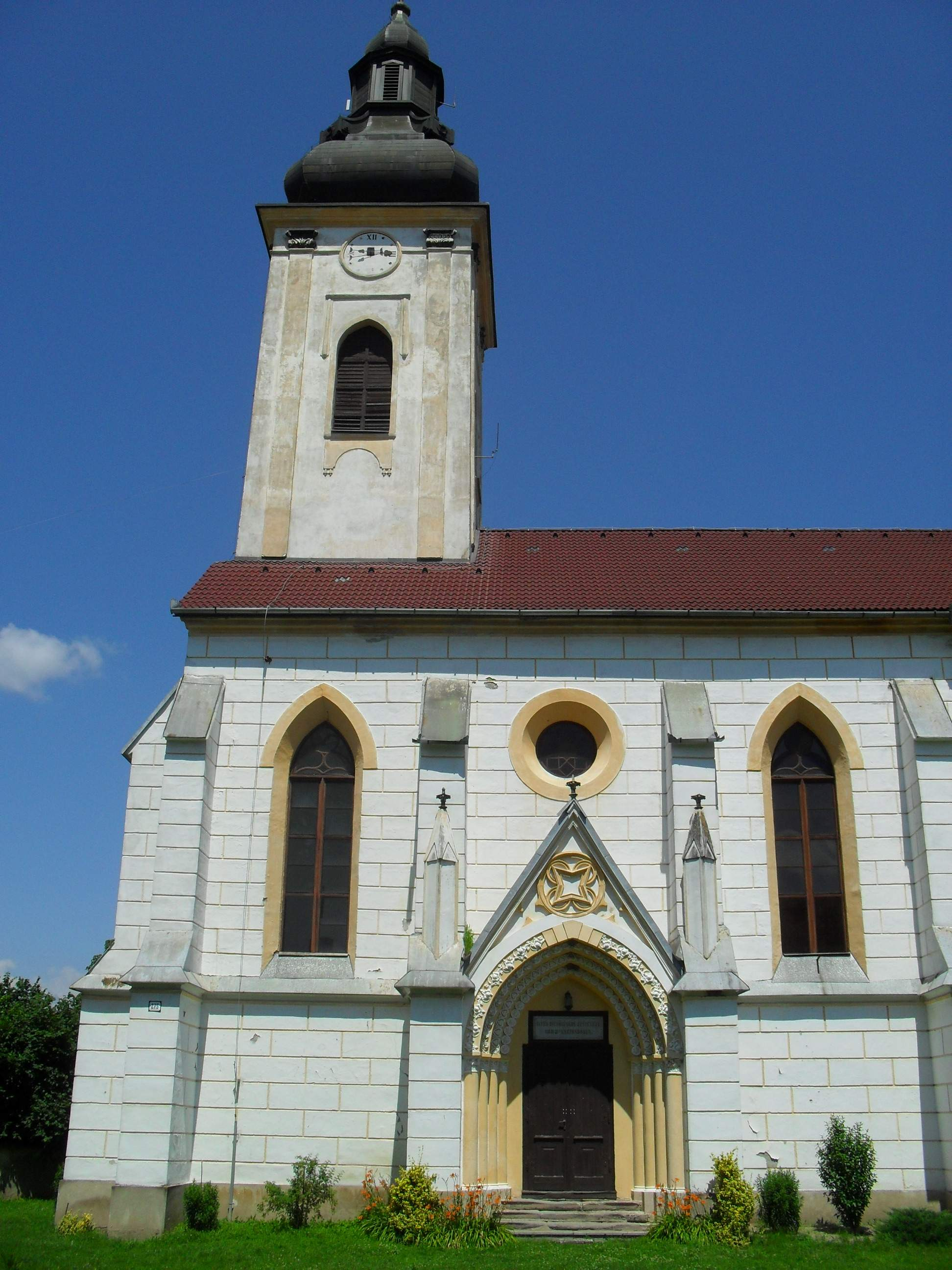
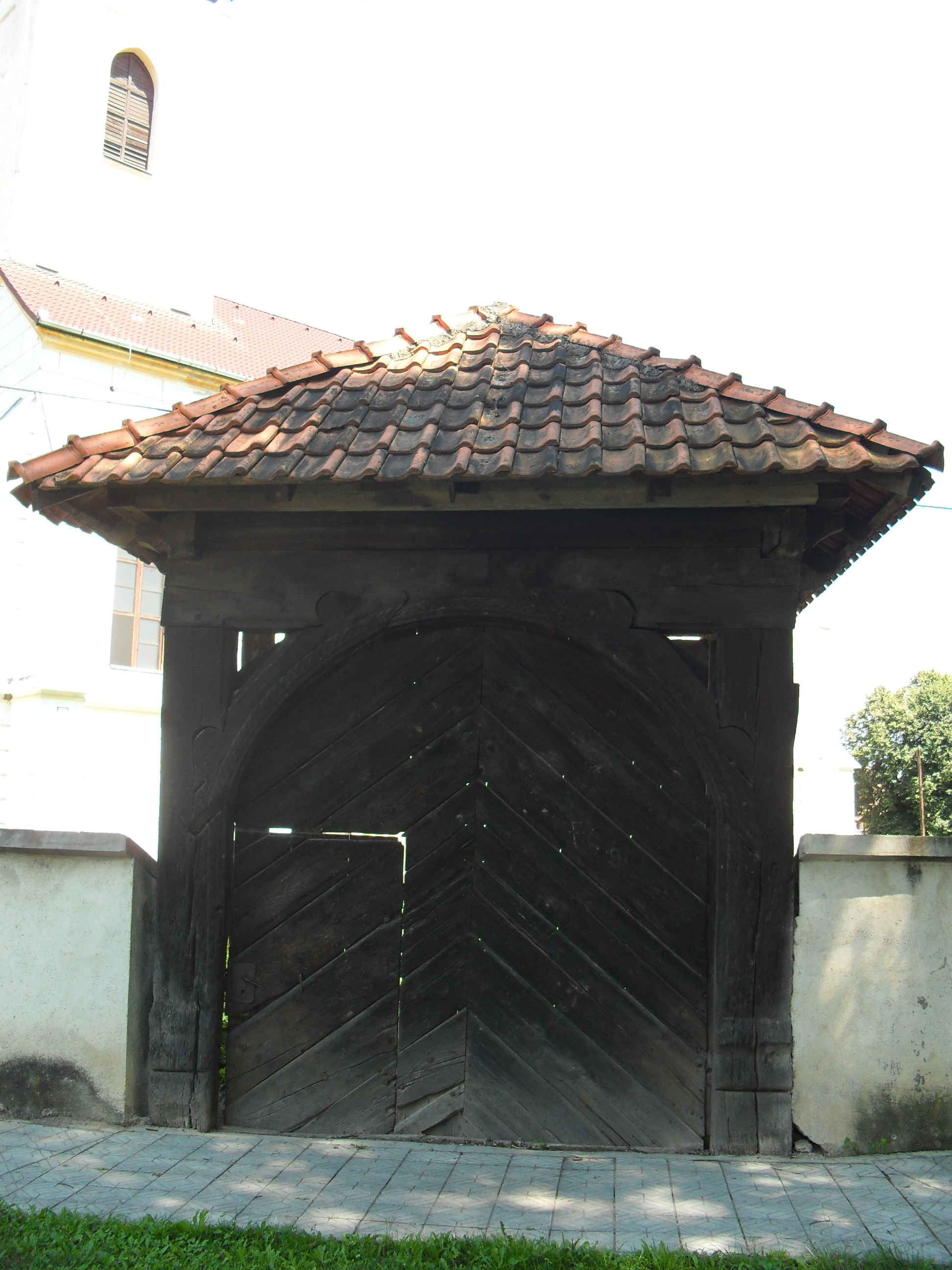
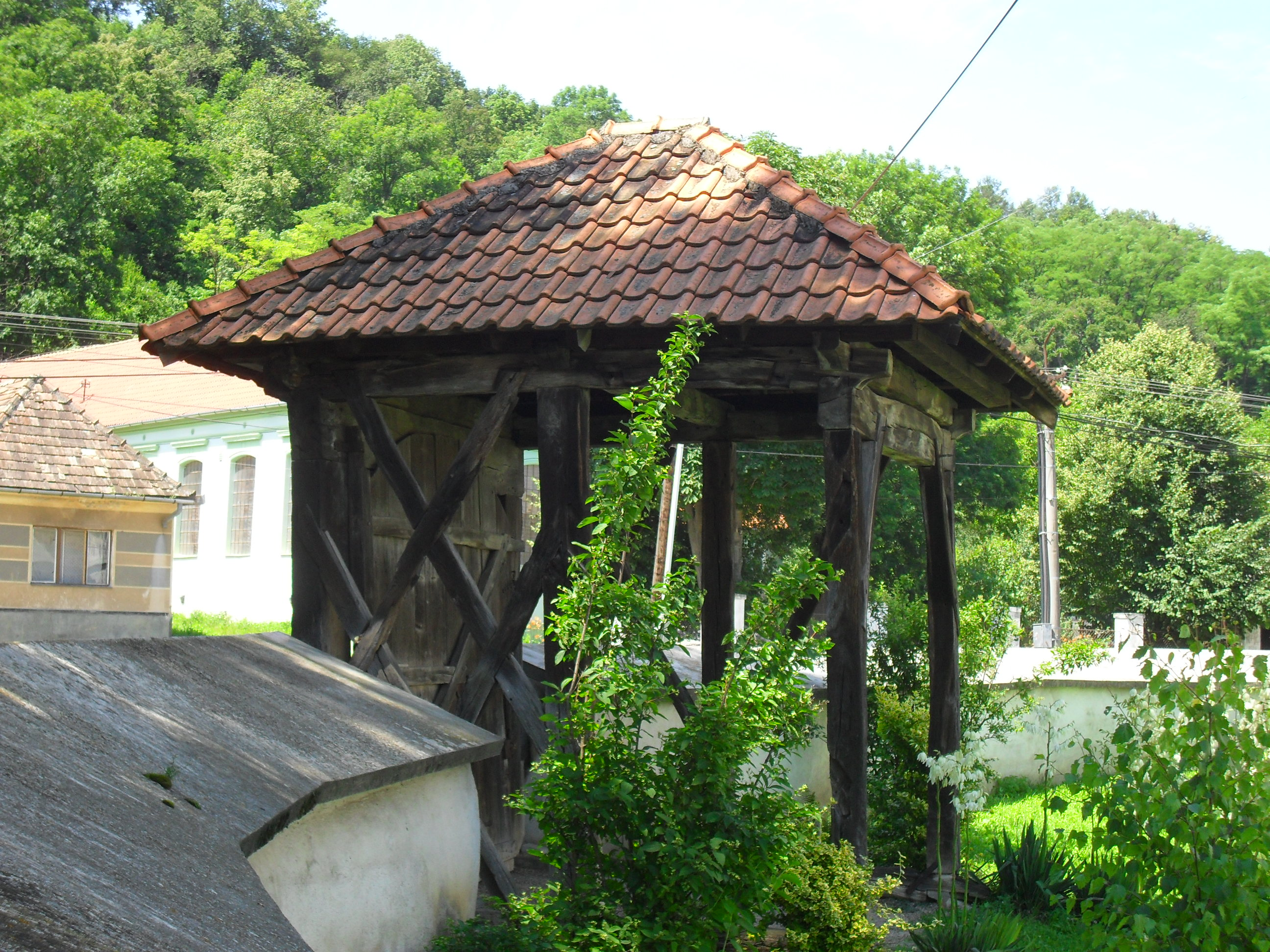
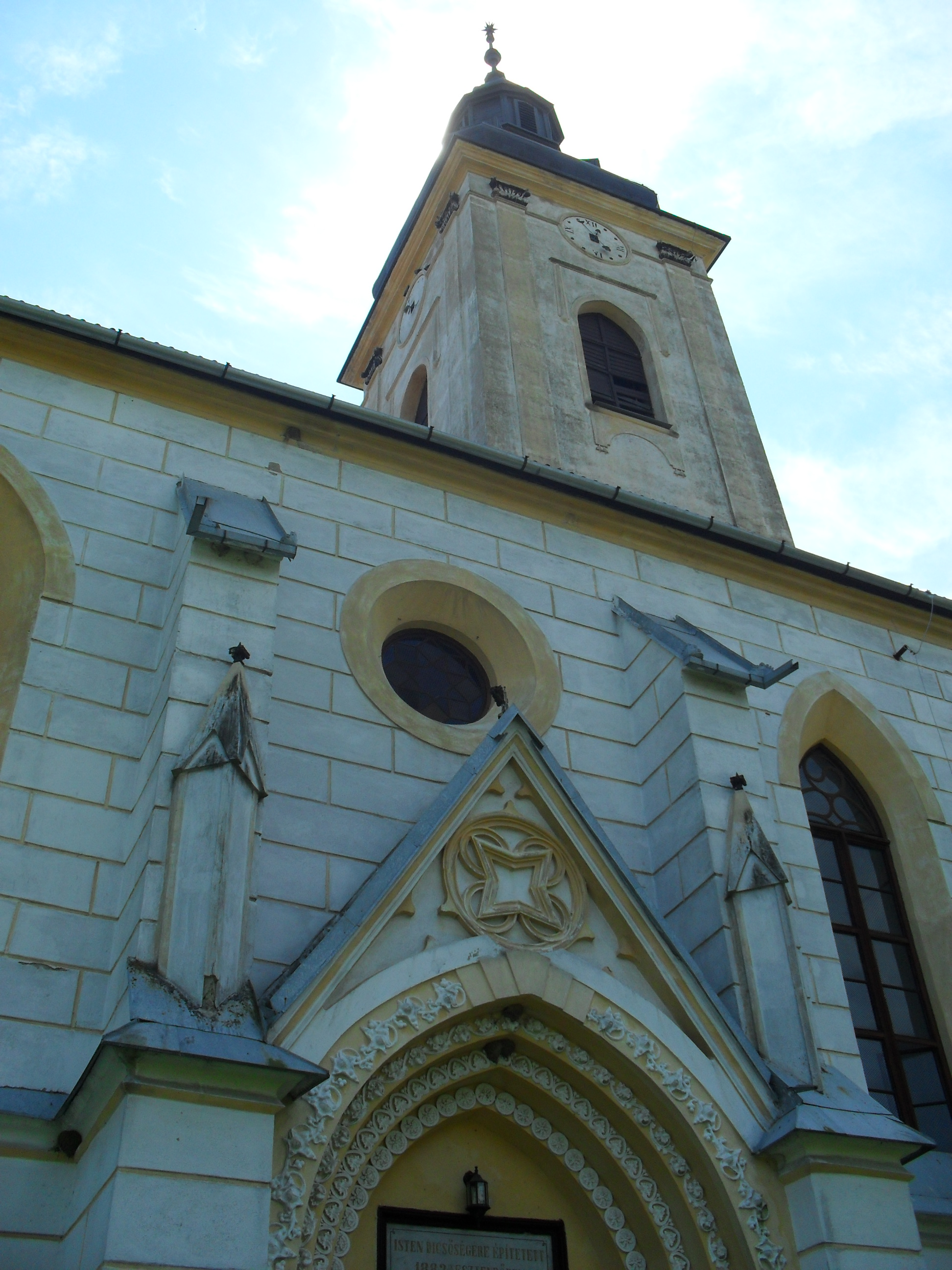
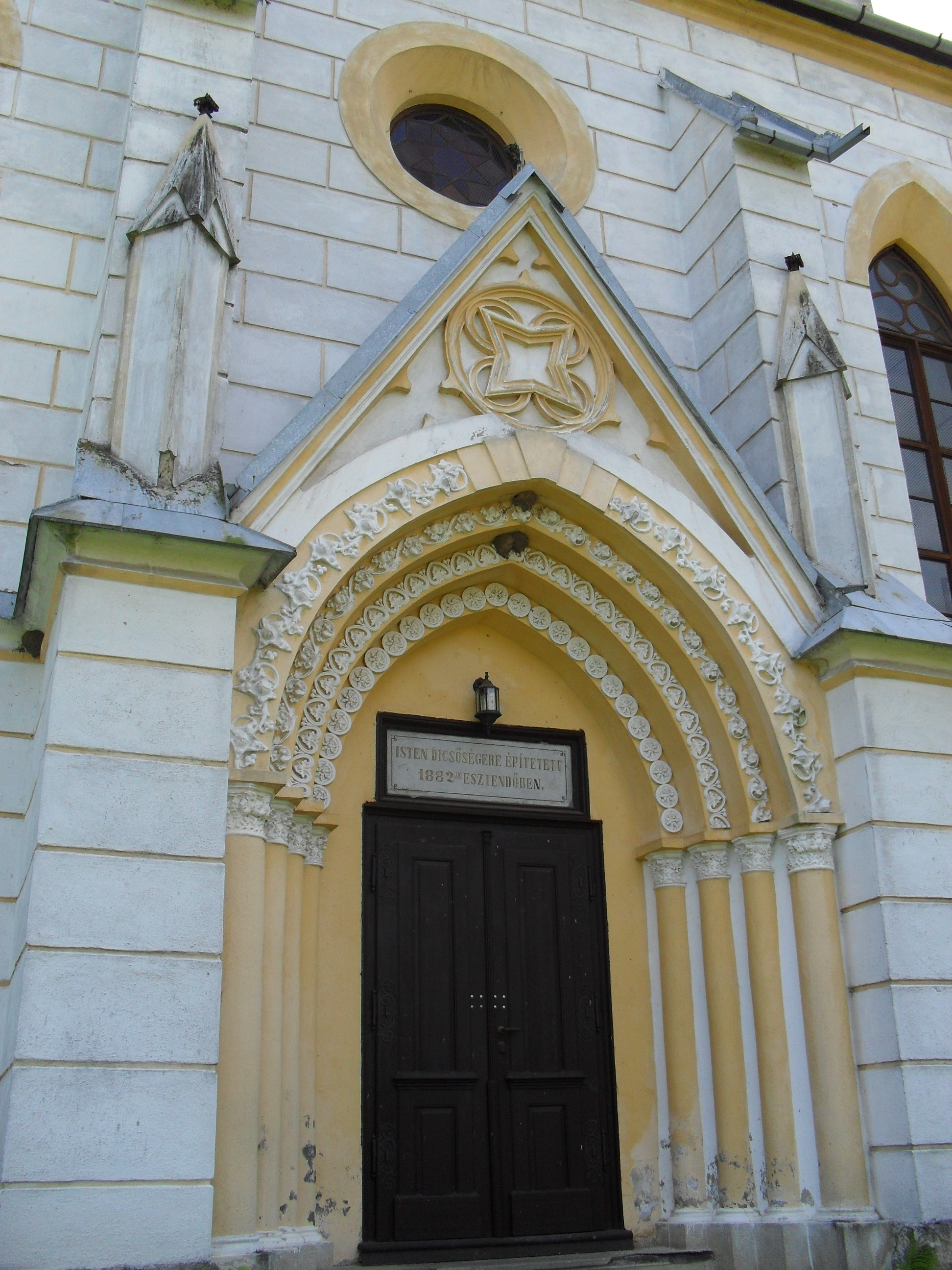
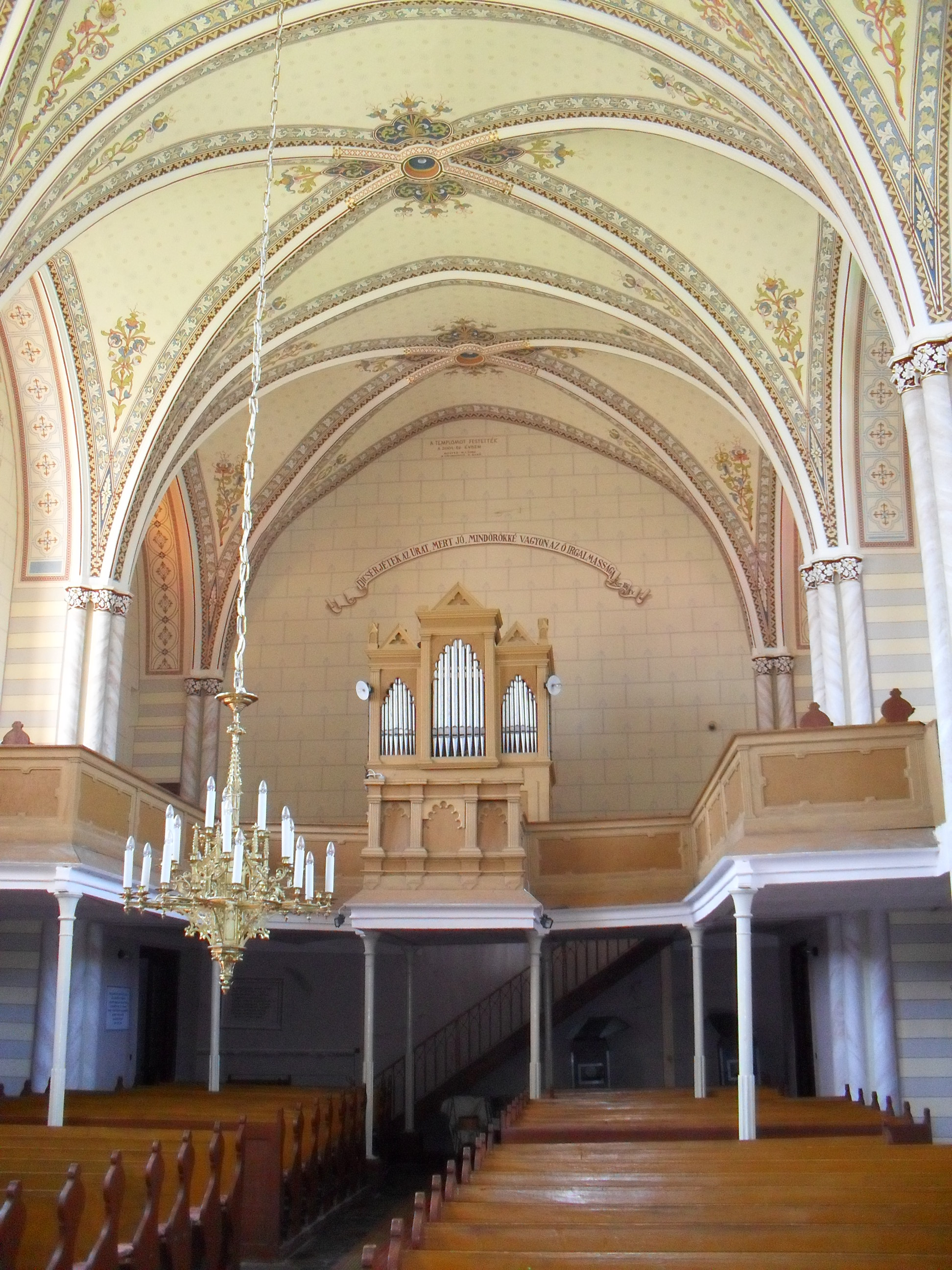
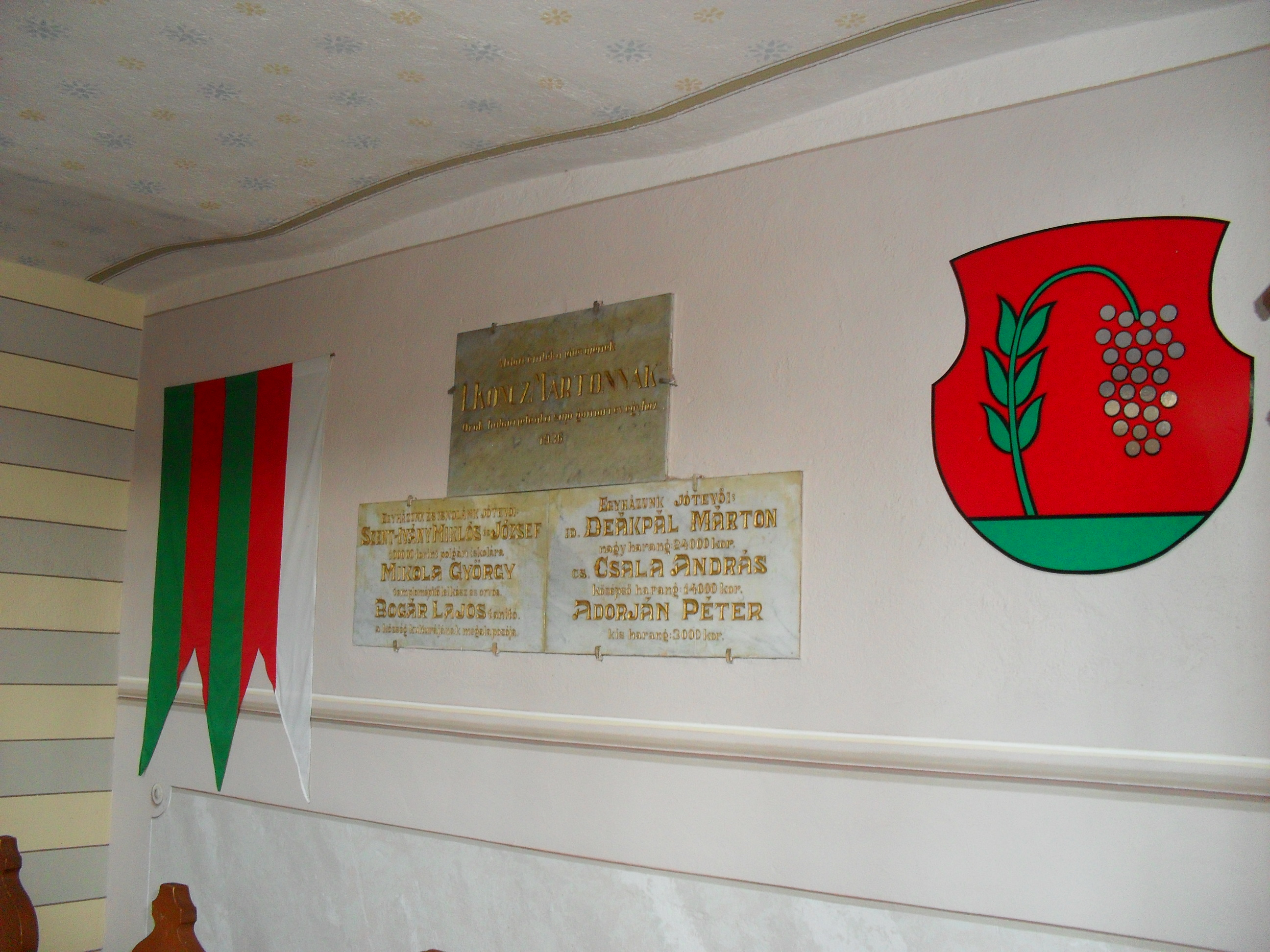
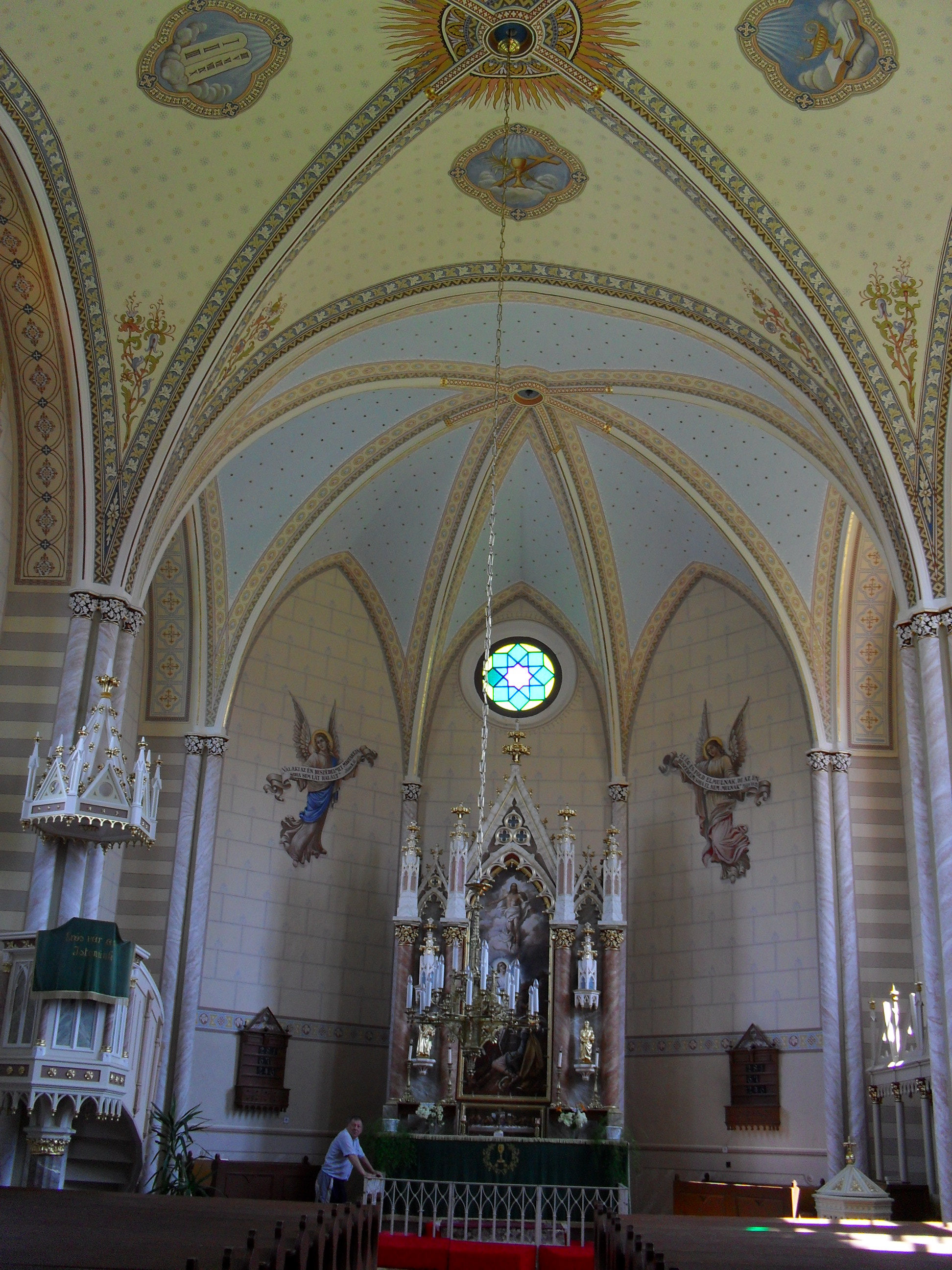
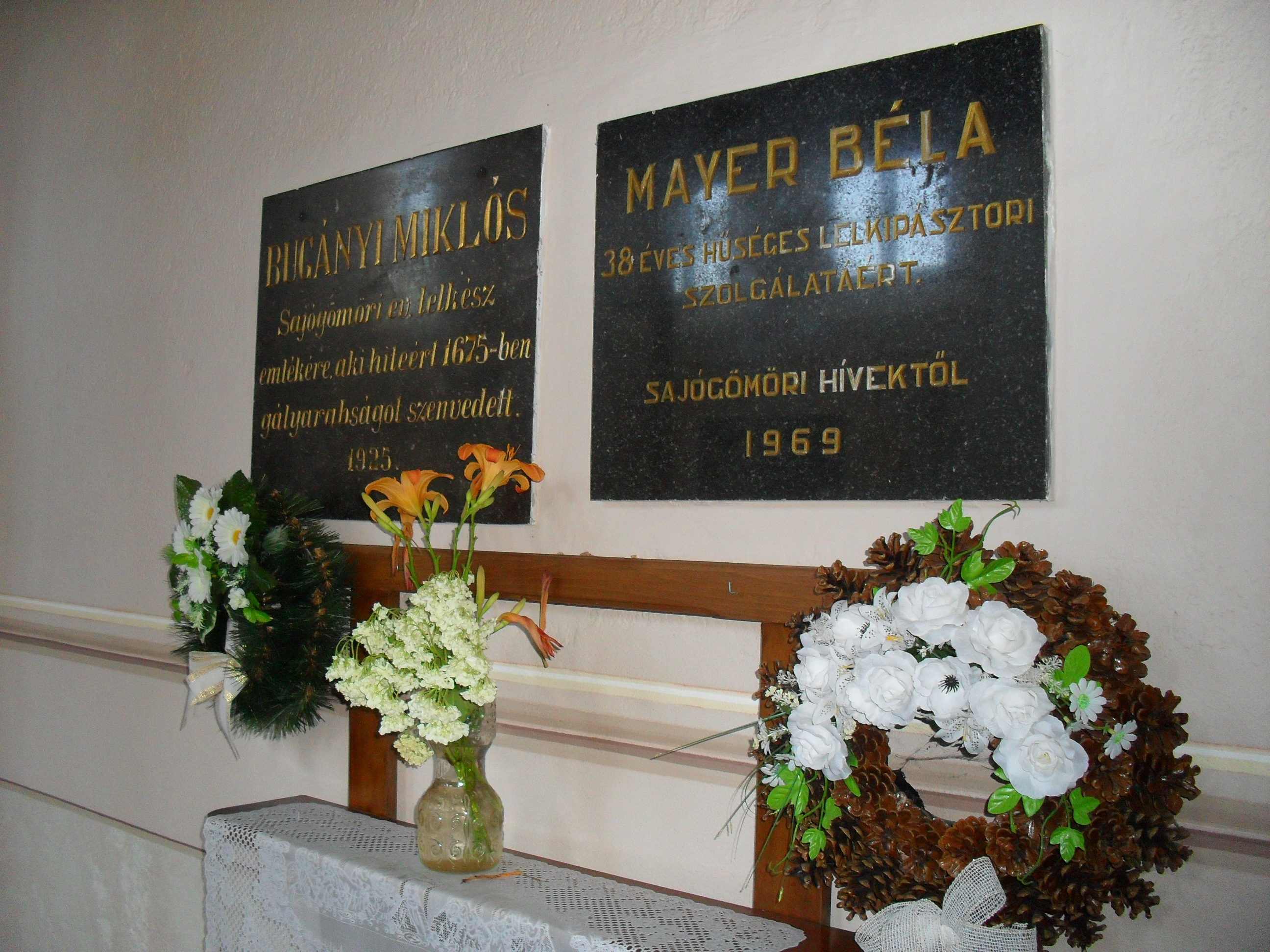
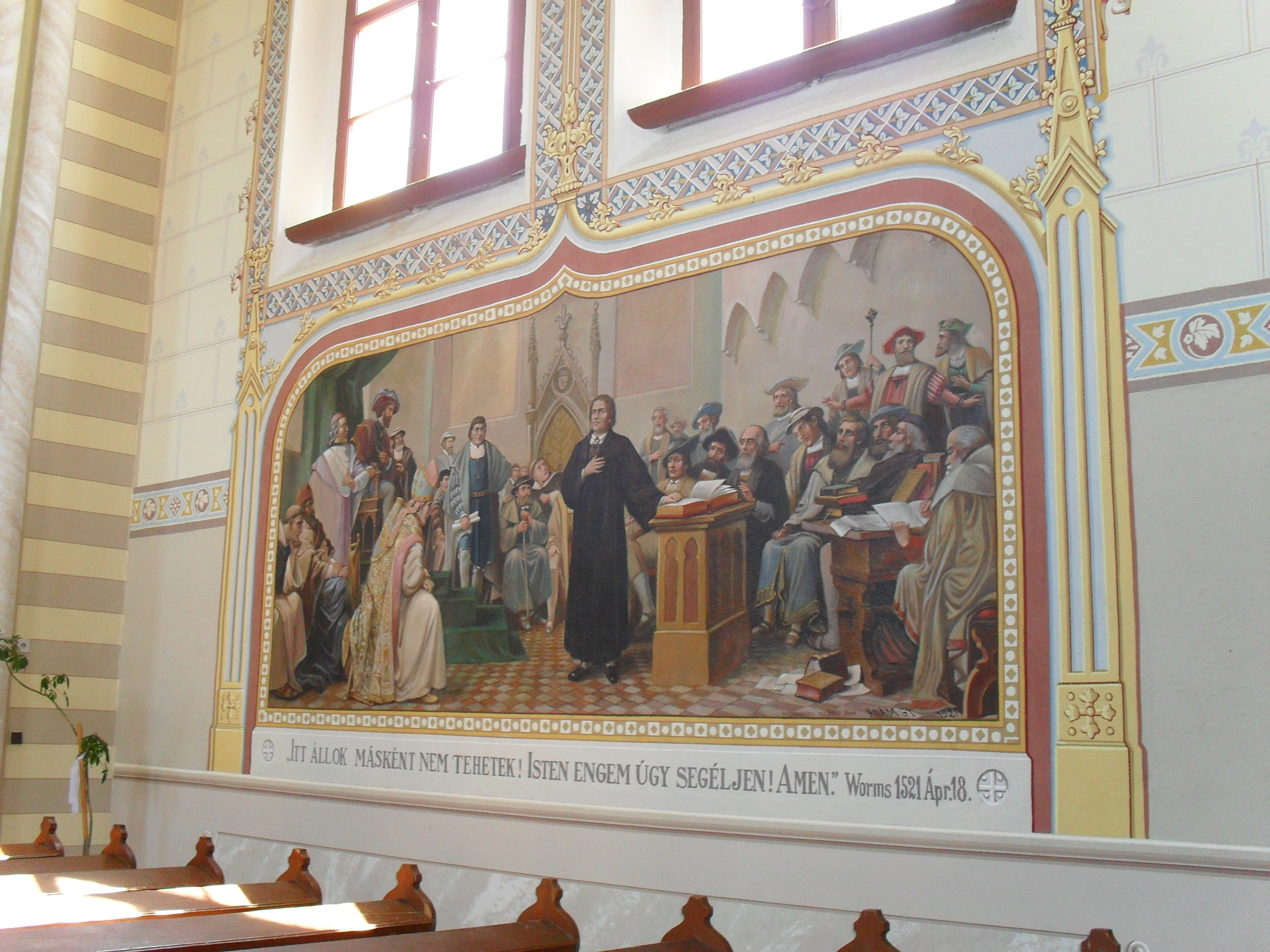
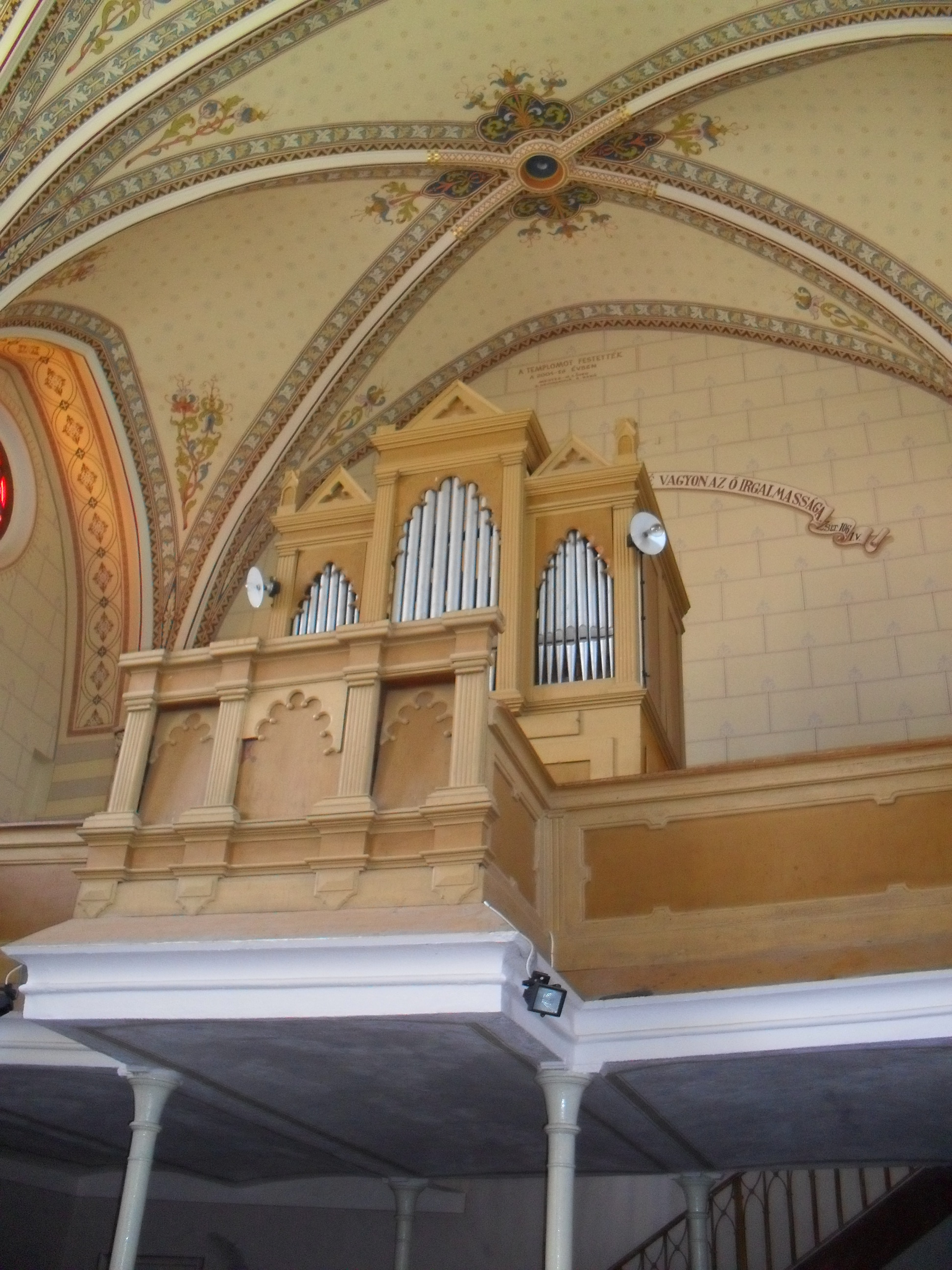

## Külső hivatkozások
- Hivatalos oldal
- E-obce.sk Archiválva 2008. február 7-i dátummal a Wayback Machine-ben
- Turisztikai információk a községről[halott link]
- Obce info.sk[halott link]